# Biserica reformată din Horoatu Crasnei

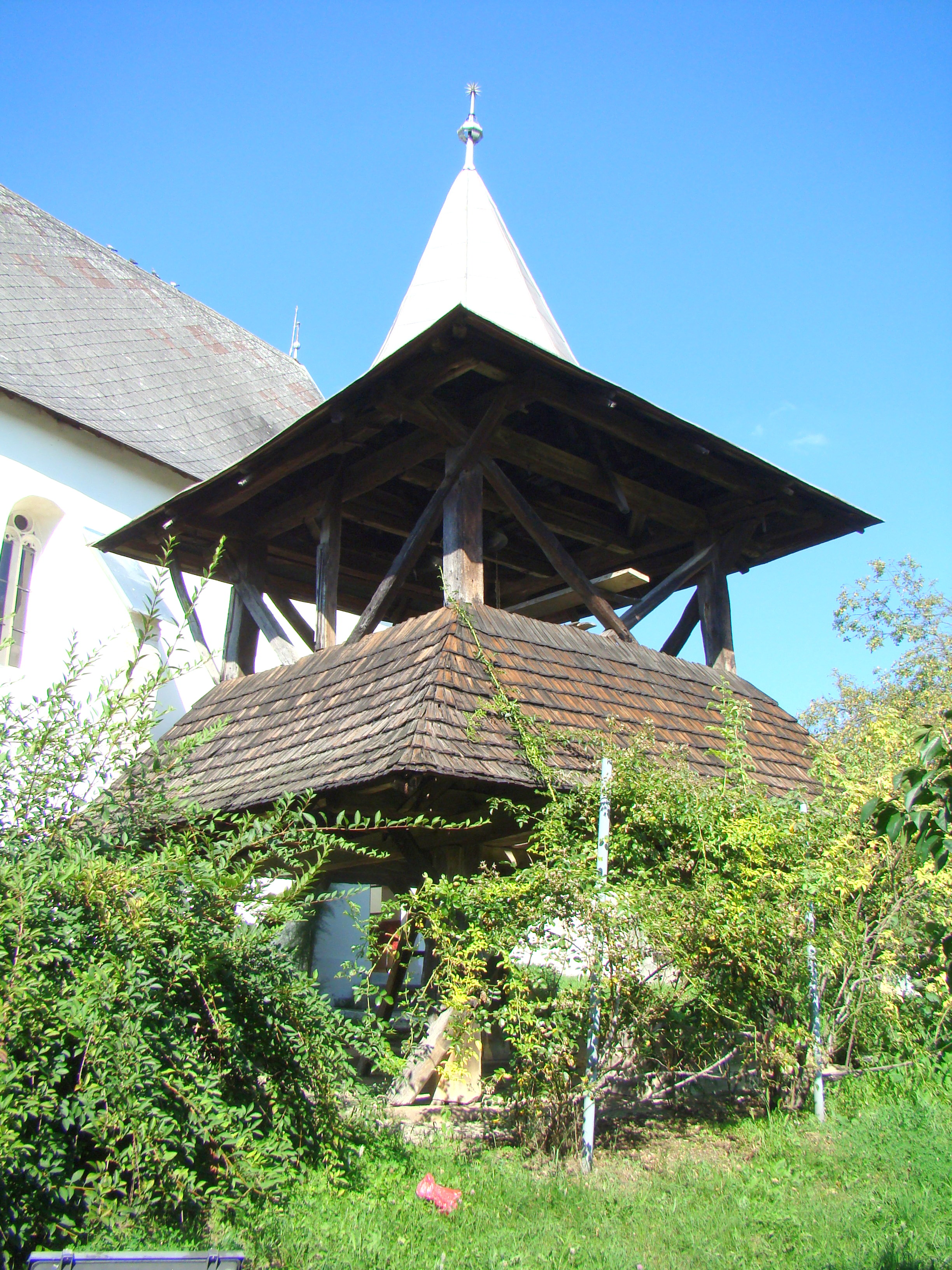
Clopotnița de lemn (monument istoric)

Biserica reformată din Horoatu Crasnei este un ansamblu de monumente istorice aflat pe teritoriul satului Horoatu Crasnei; comuna Horoatu Crasnei. În Repertoriul Arheologic Național, monumentul apare cu codul: 140912.01

Ansamblul este format din două monumente:
- Biserica reformată (cod LMI SJ-II-m-B-05064.01)
- Turn-clopotniță din lemn (cod LMI SJ-II-m-B-05064.02)

## Localitatea
Horoatu Crasnei (în maghiară Krasznahorvát) este satul de reședință al comunei cu același nume din județul Sălaj, Transilvania, România. Primele mențiuni despre această așezare datează din anul 1213, când era cunoscută sub numele de Villa Huruat.

## Biserica
Biserica reformată din Horoatu Crasnei, construită la cumpăna dintre secolele XV și XVI, era catolică la origini. Ferestrele gotice cu grilaj de piatră și vitralii, precum și sculpturile de pe contraforturi se păstrează în forma lor originală.
Rozeta sculptată este de factură renascentistă. Grație suportului material al familiei grofului Teleki și al altor moșieri, biserica a înflorit. După ce în urma curentului reformator biserica a devenit reformată, au început să apară și elementele specifice. Tavanul casetat a fost realizat în anul 1741 de un meșter necunoscut. Orga a fost construită la Târgu Secuiesc, de meșterul Kolonics István, în 1875. Există și o clopotniță de lemn separată de biserică, ce adăpostește două clopote, cel mai vechi fiind turnat în 1669.

## Imagini din exterior

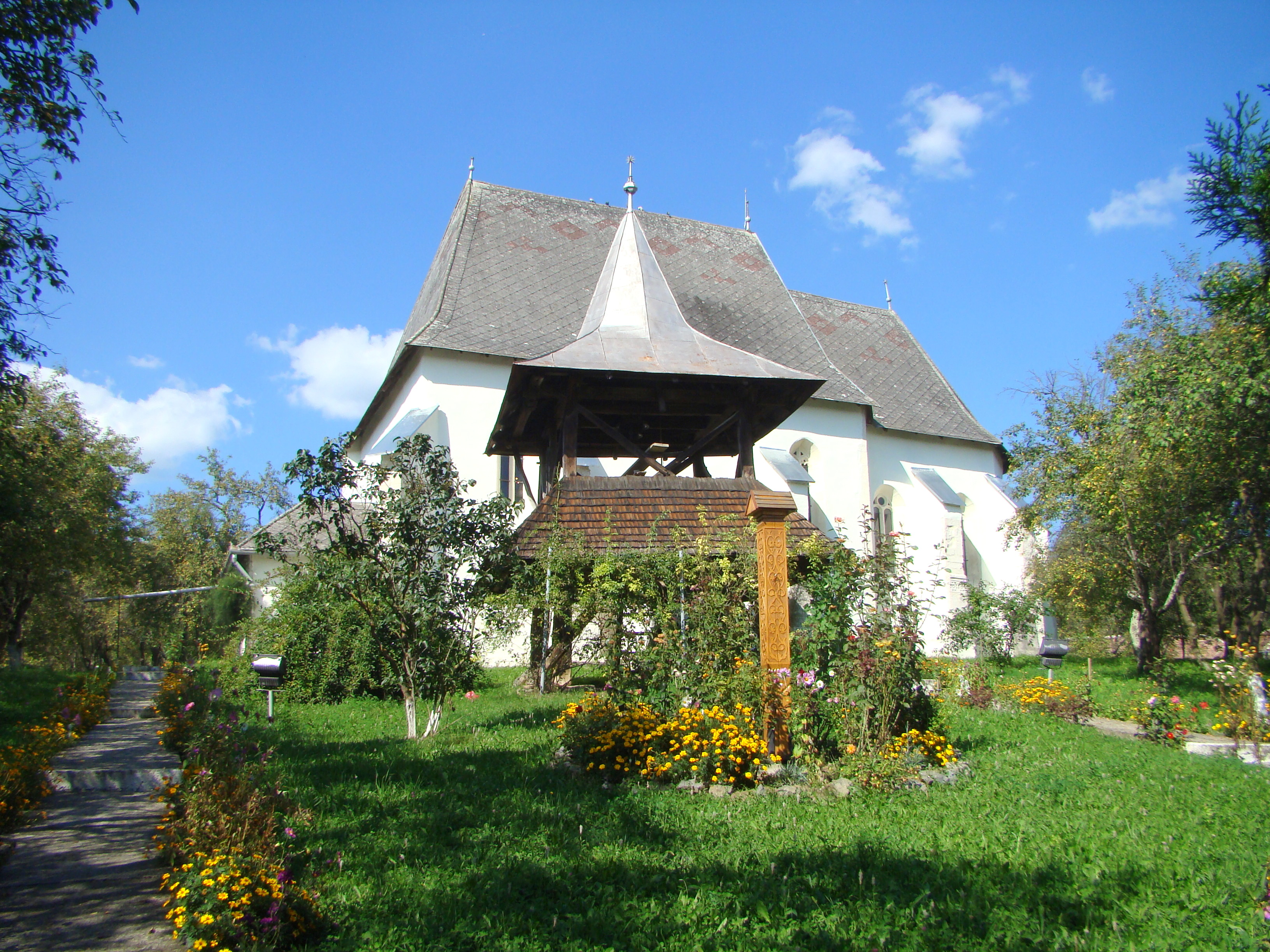
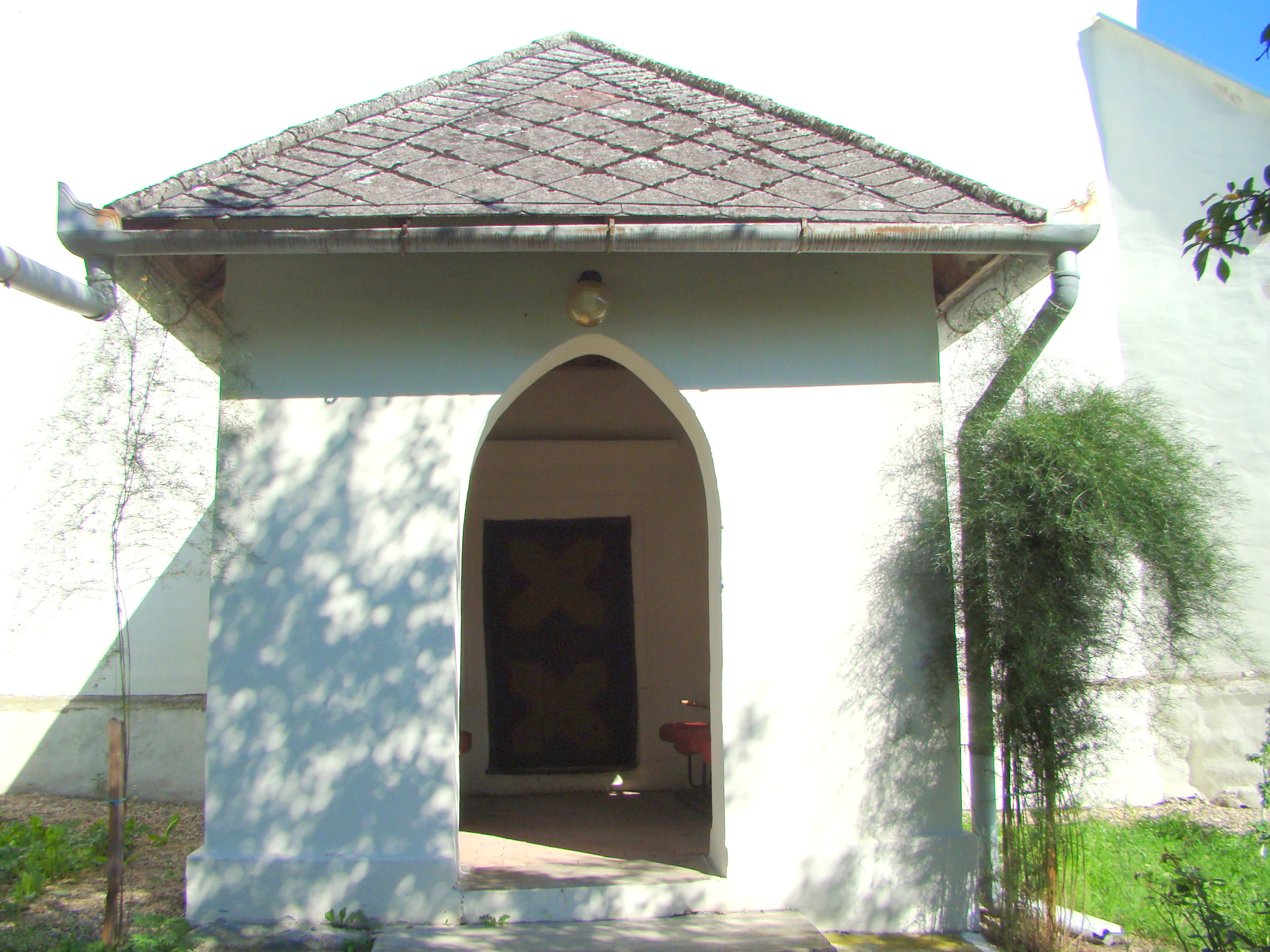
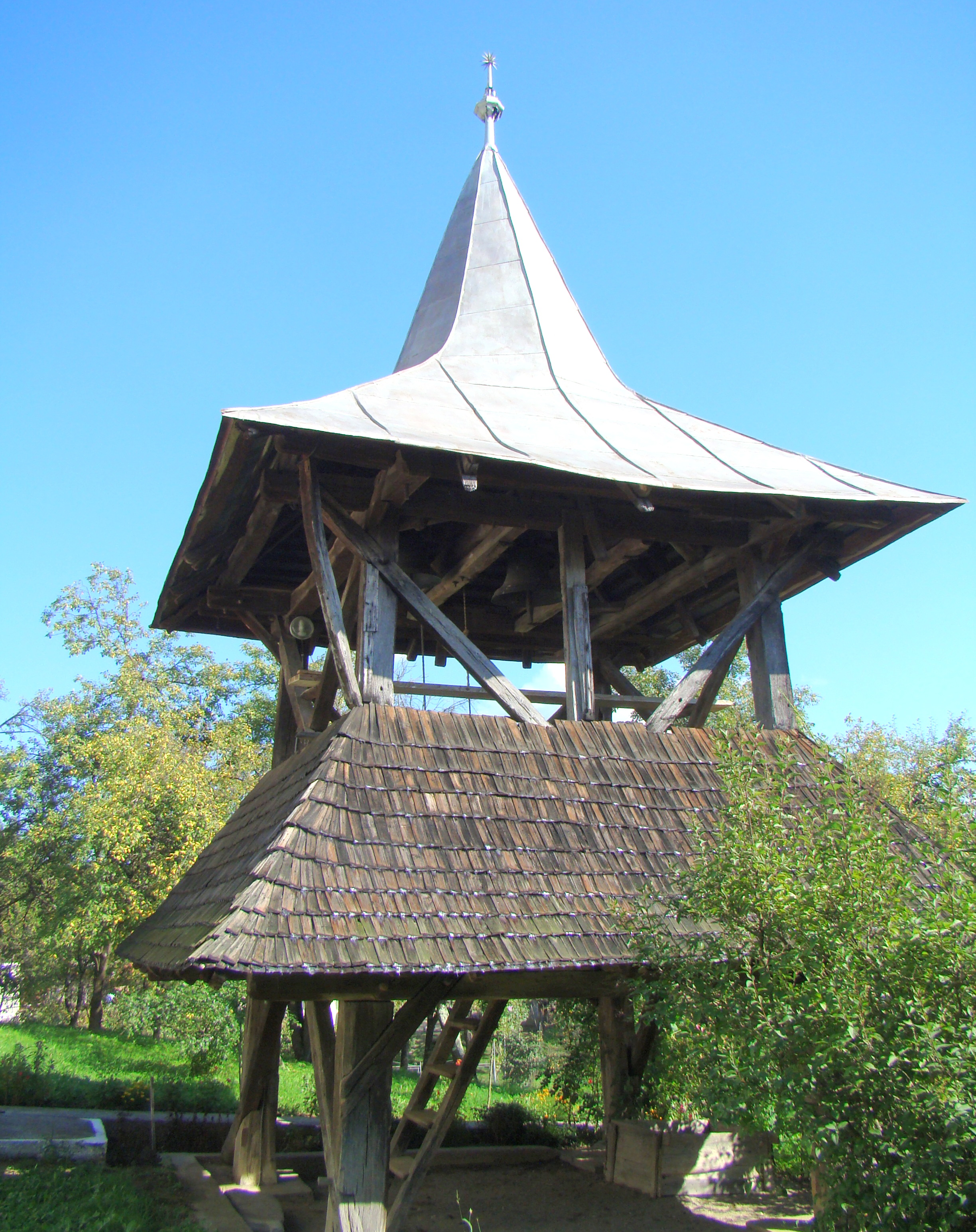
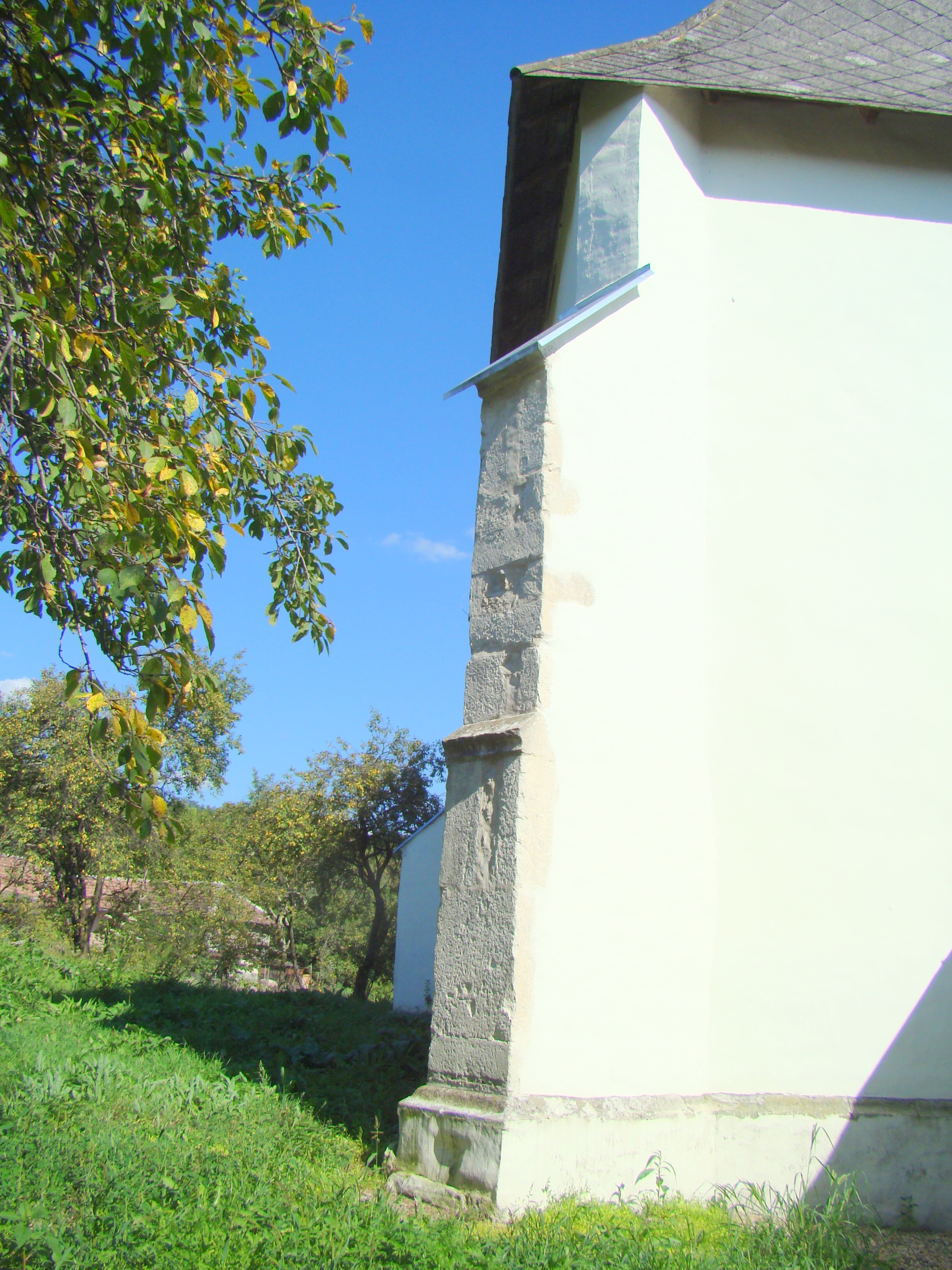
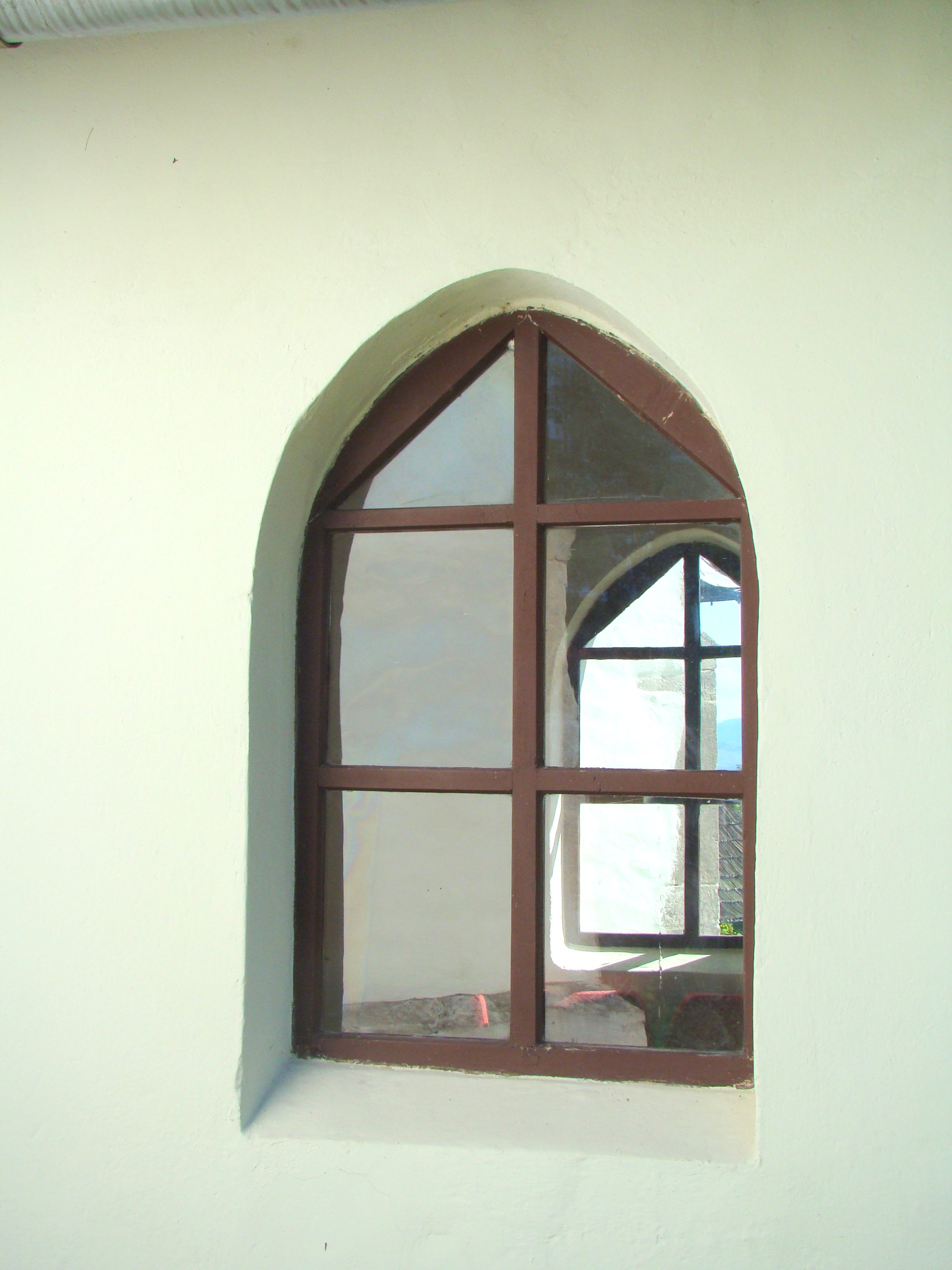
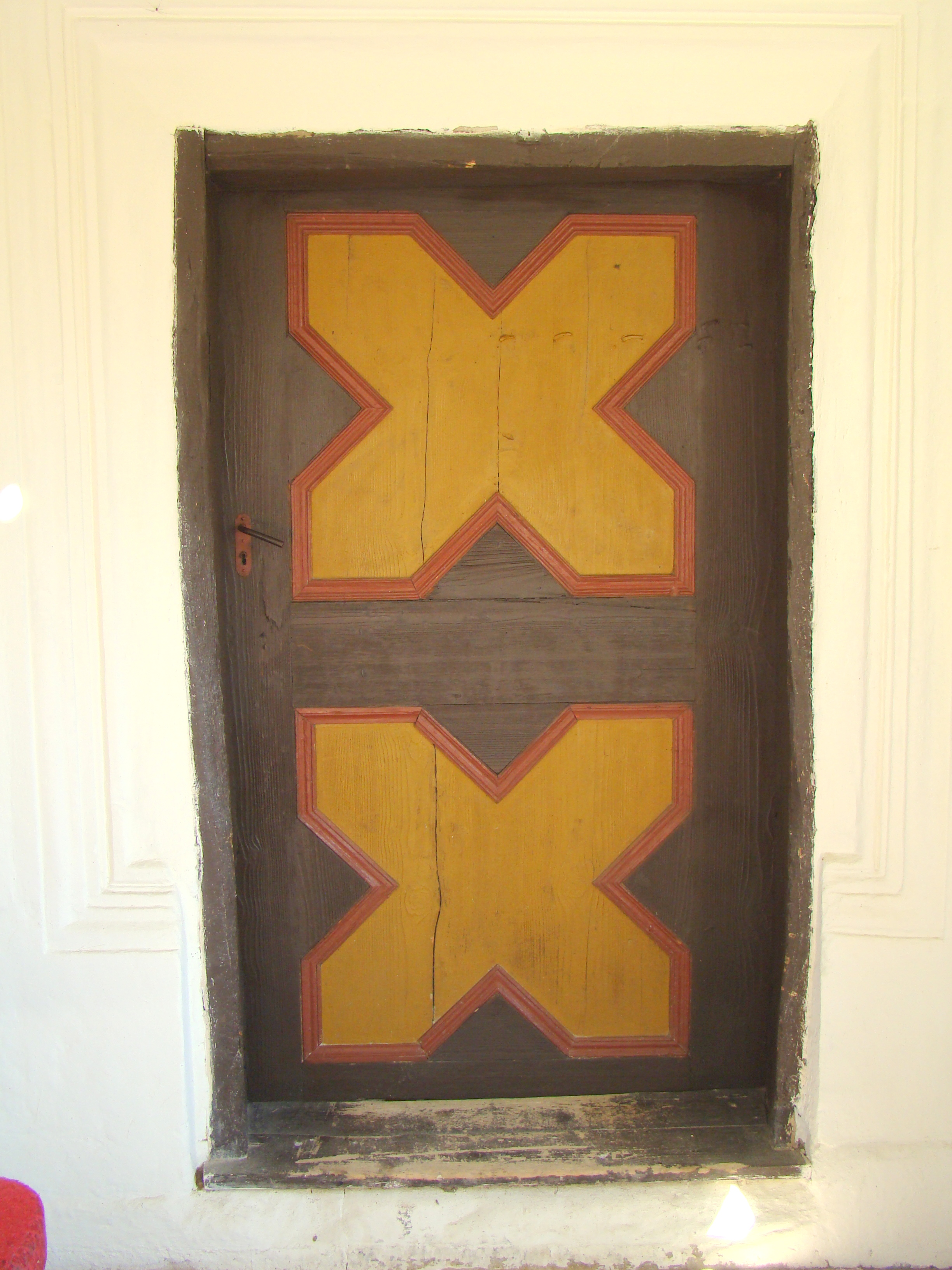
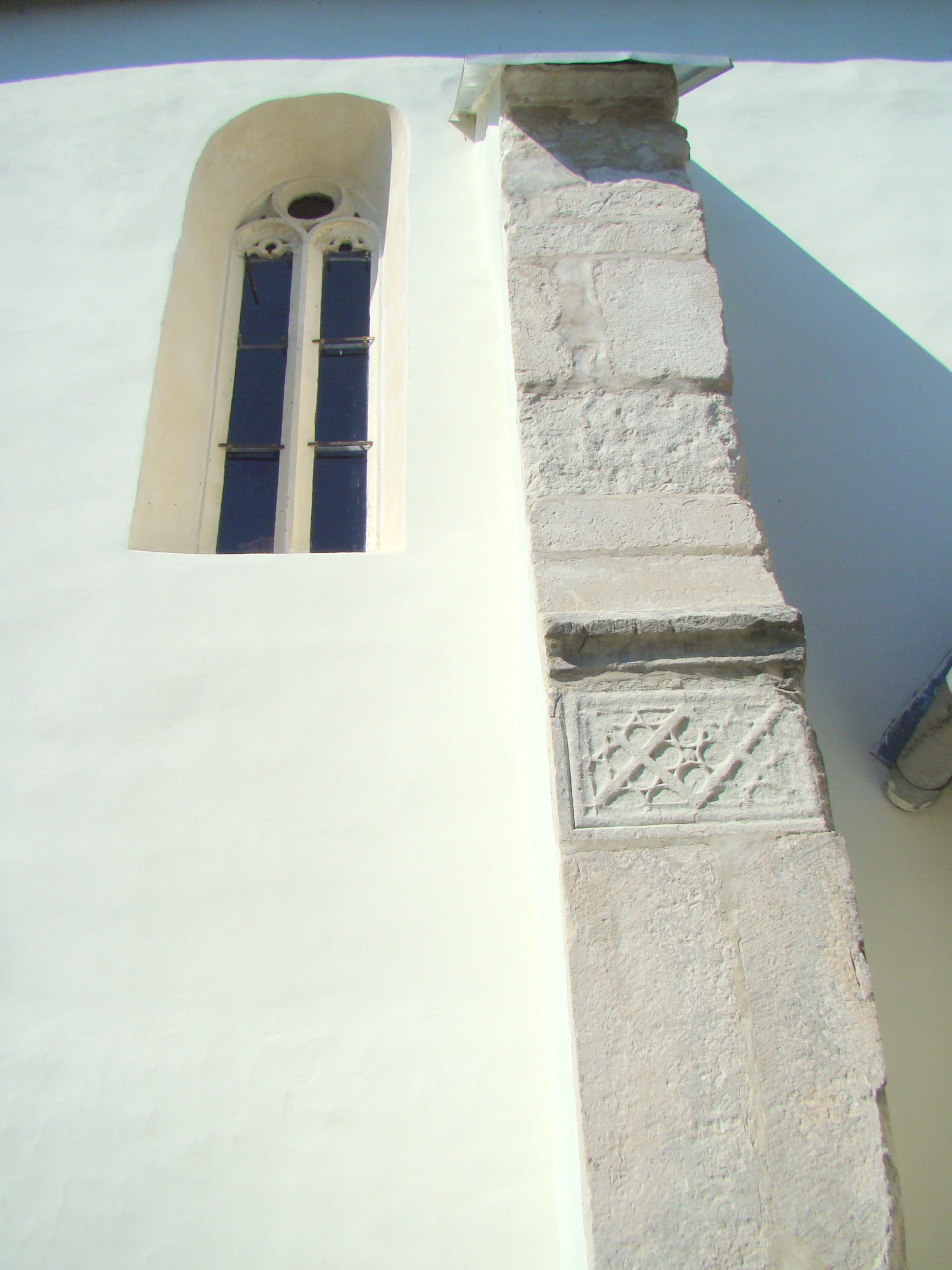
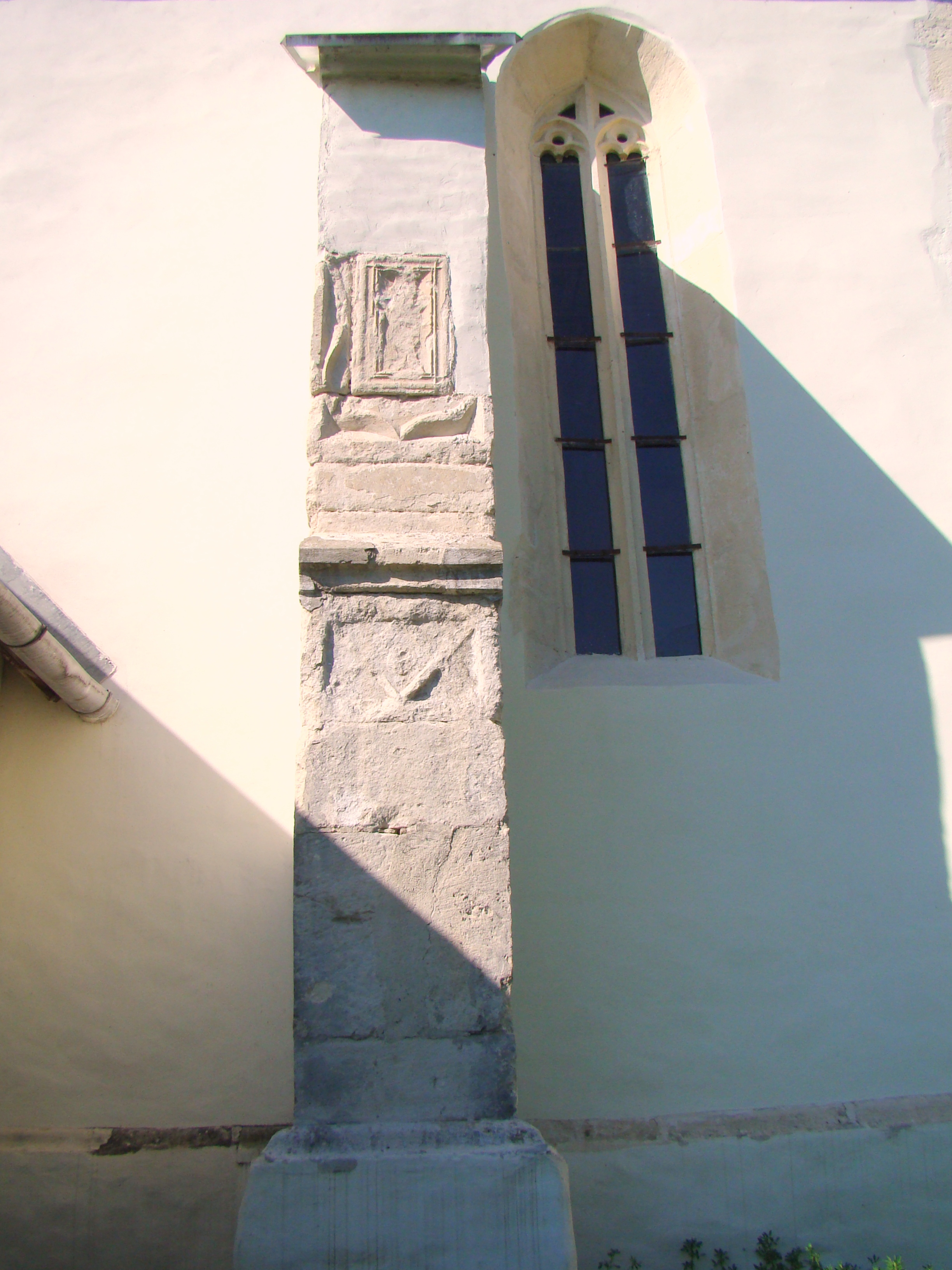
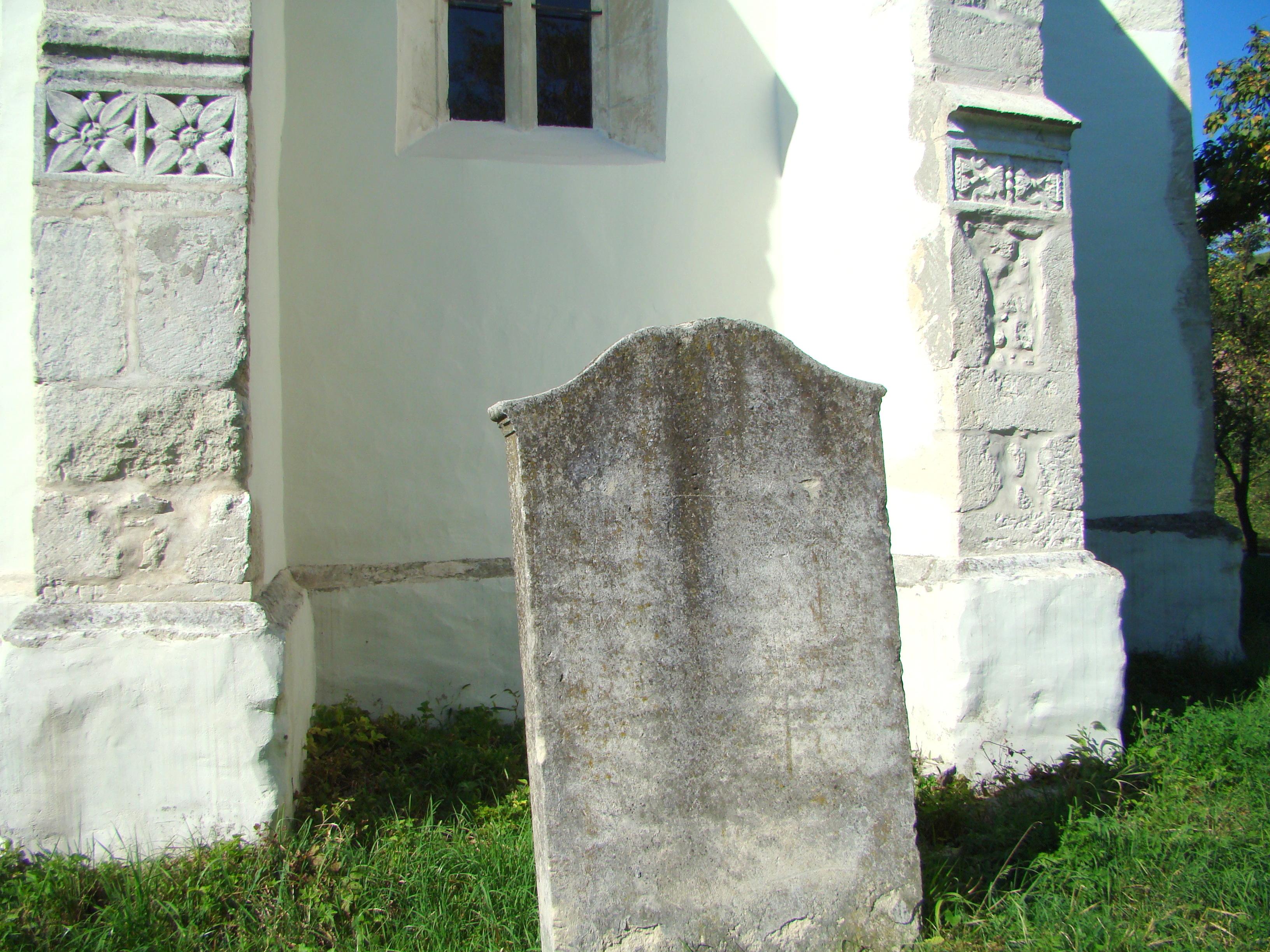
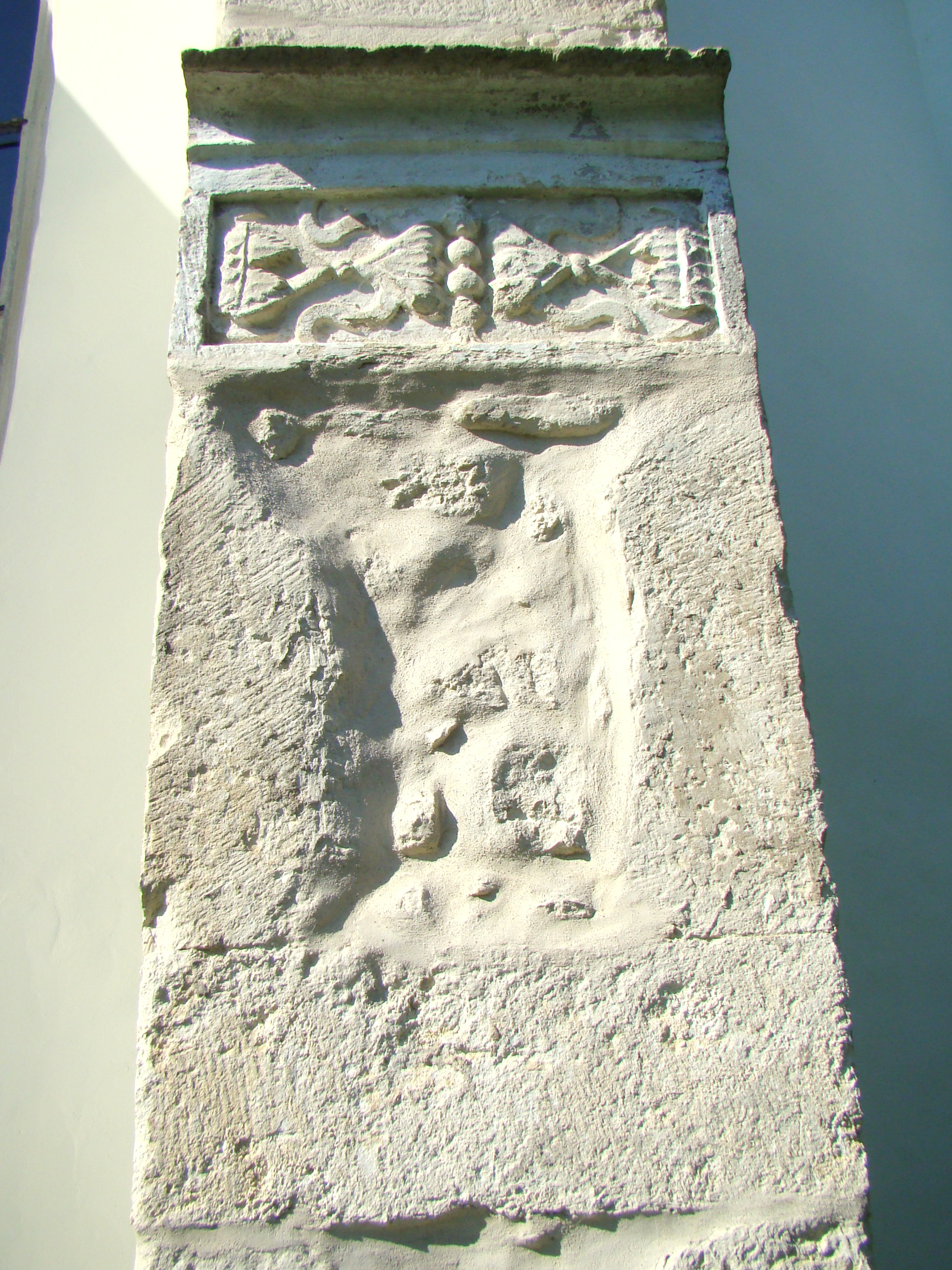
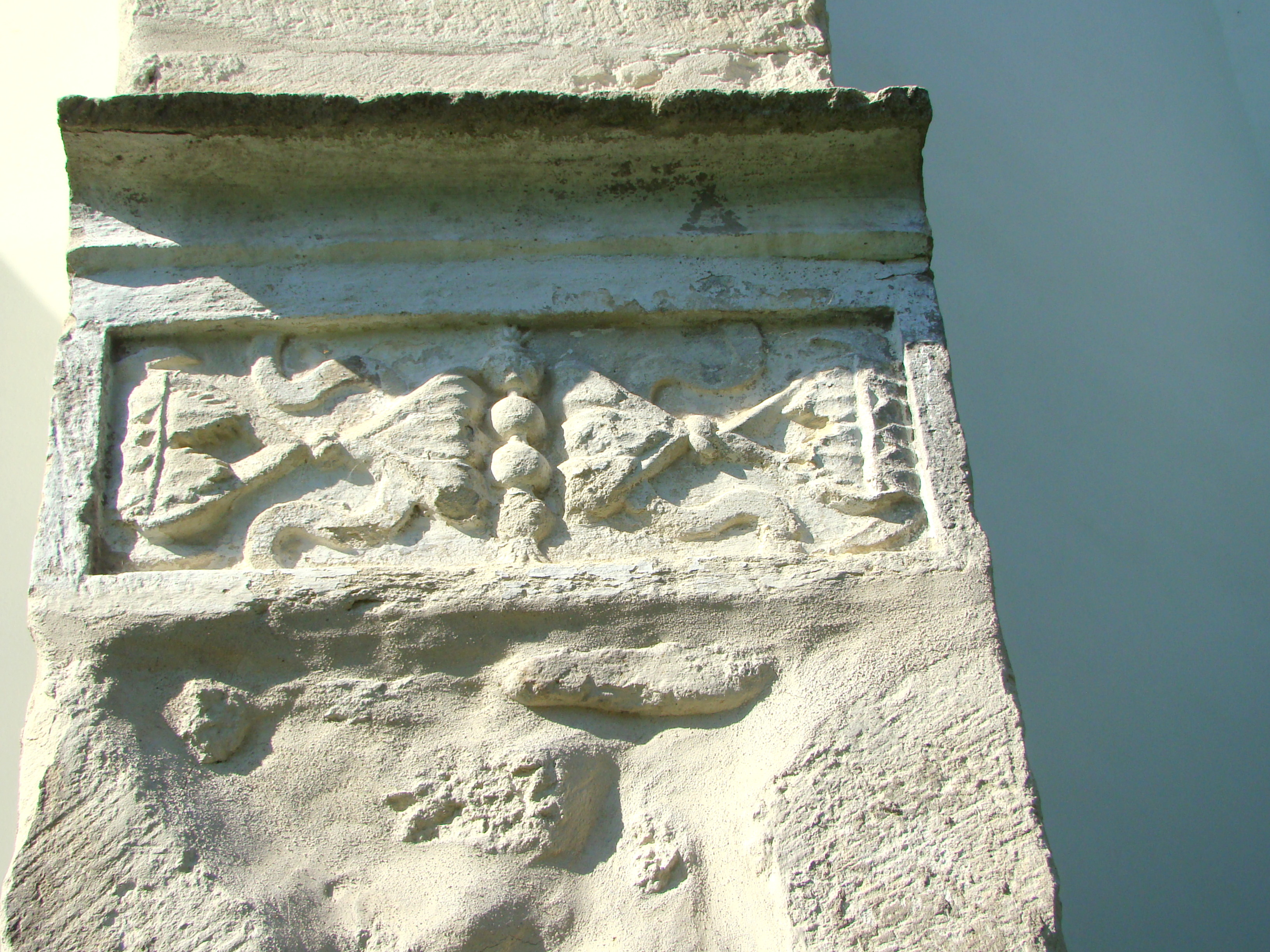
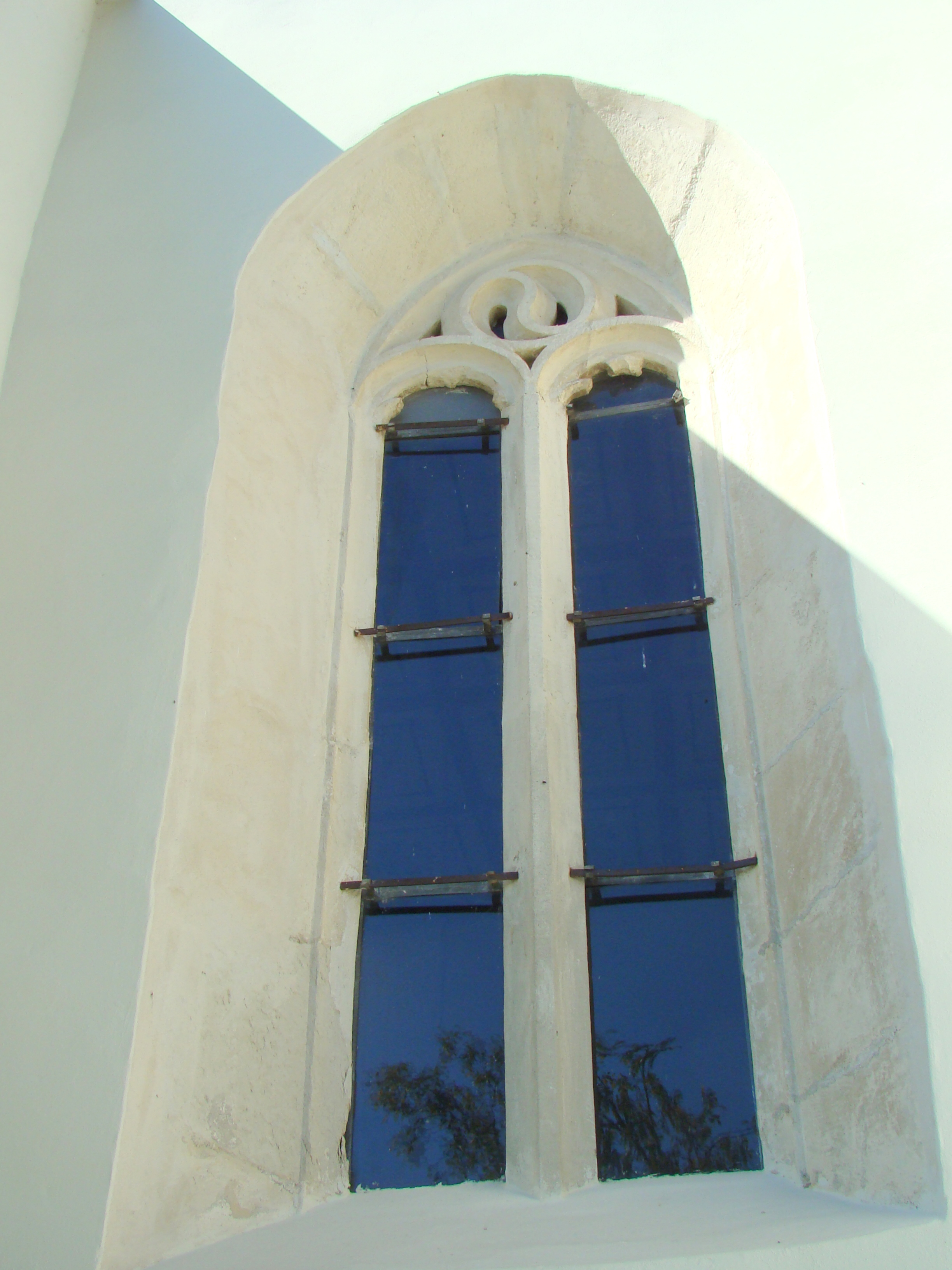
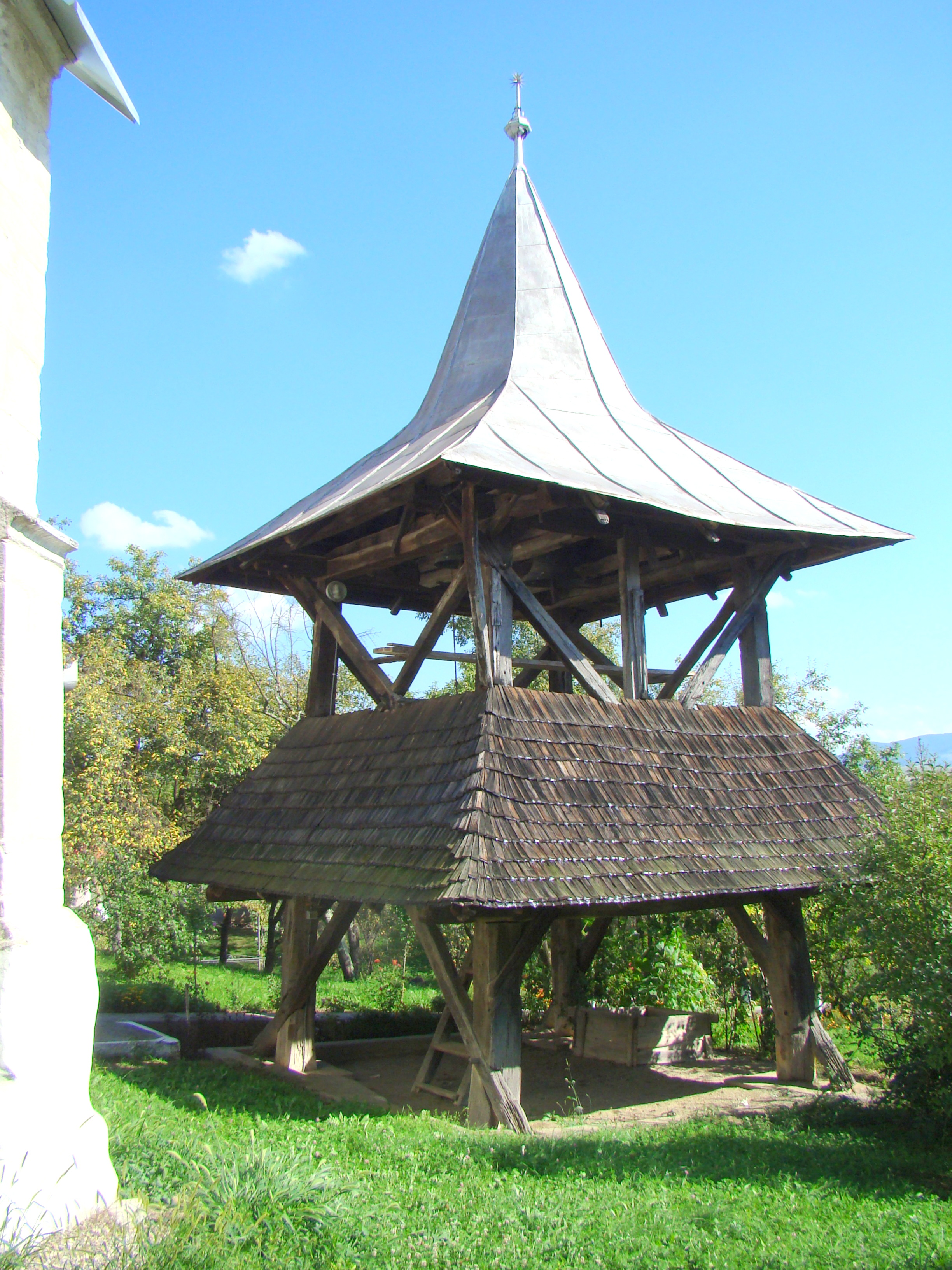
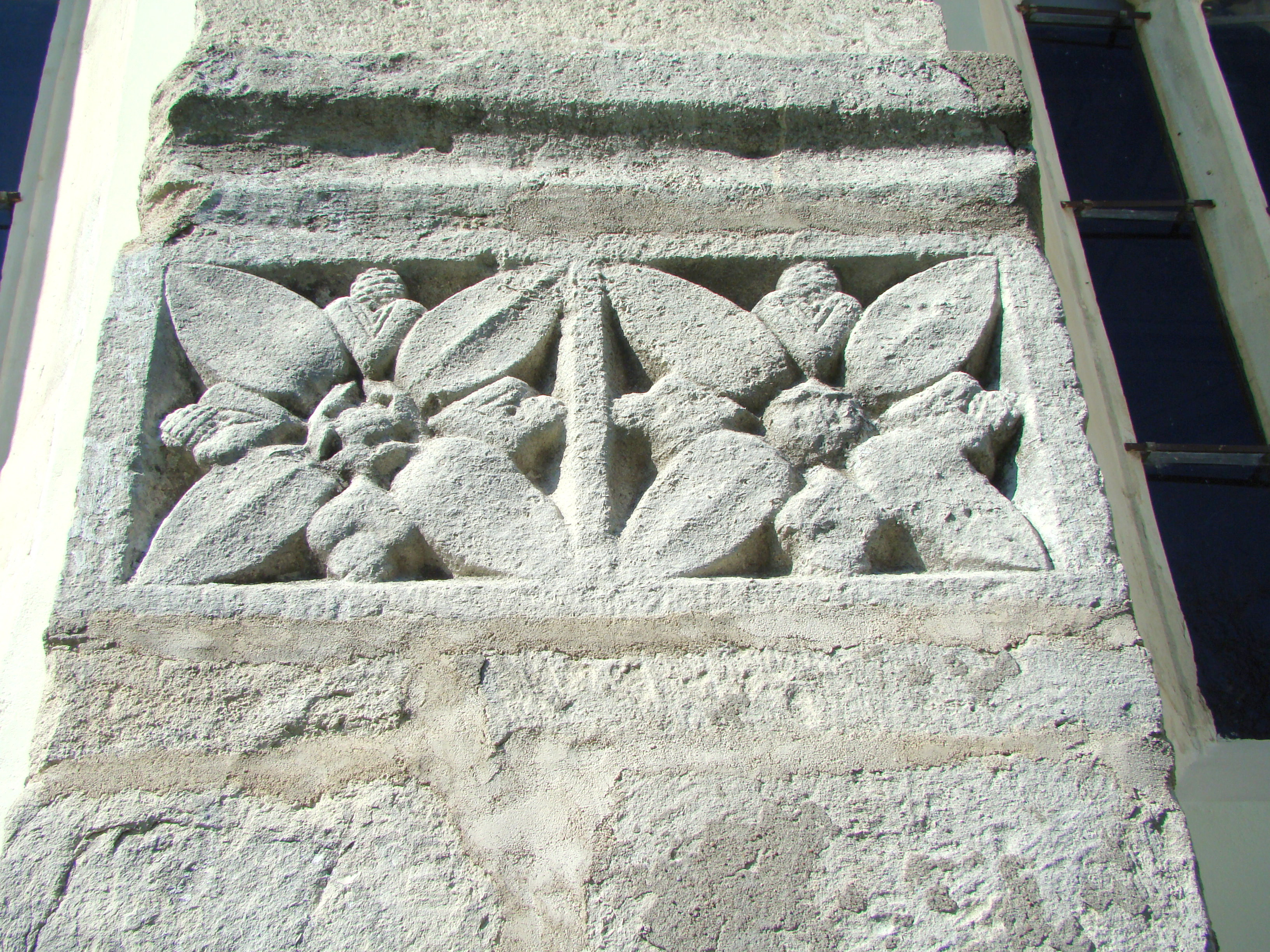
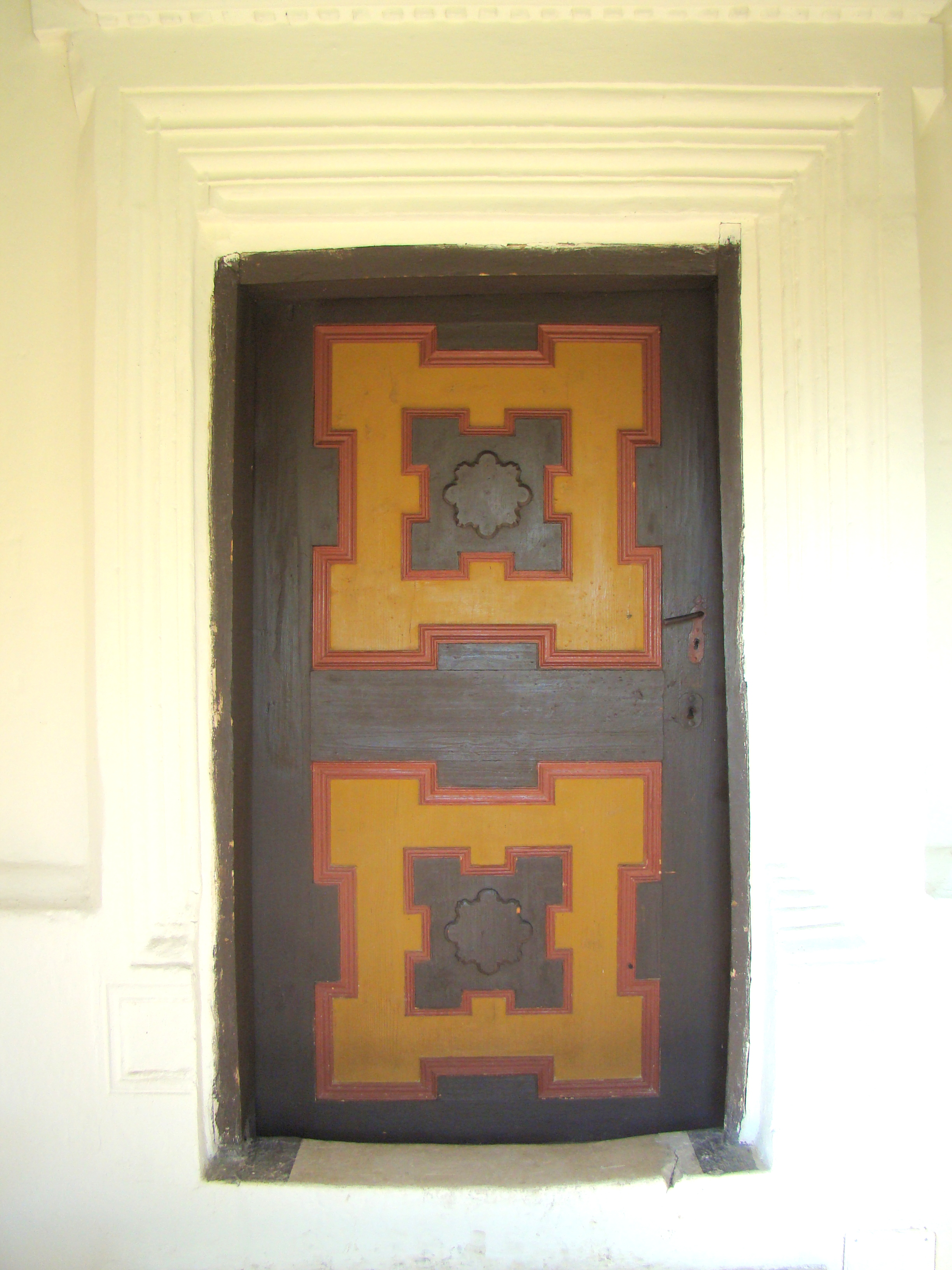
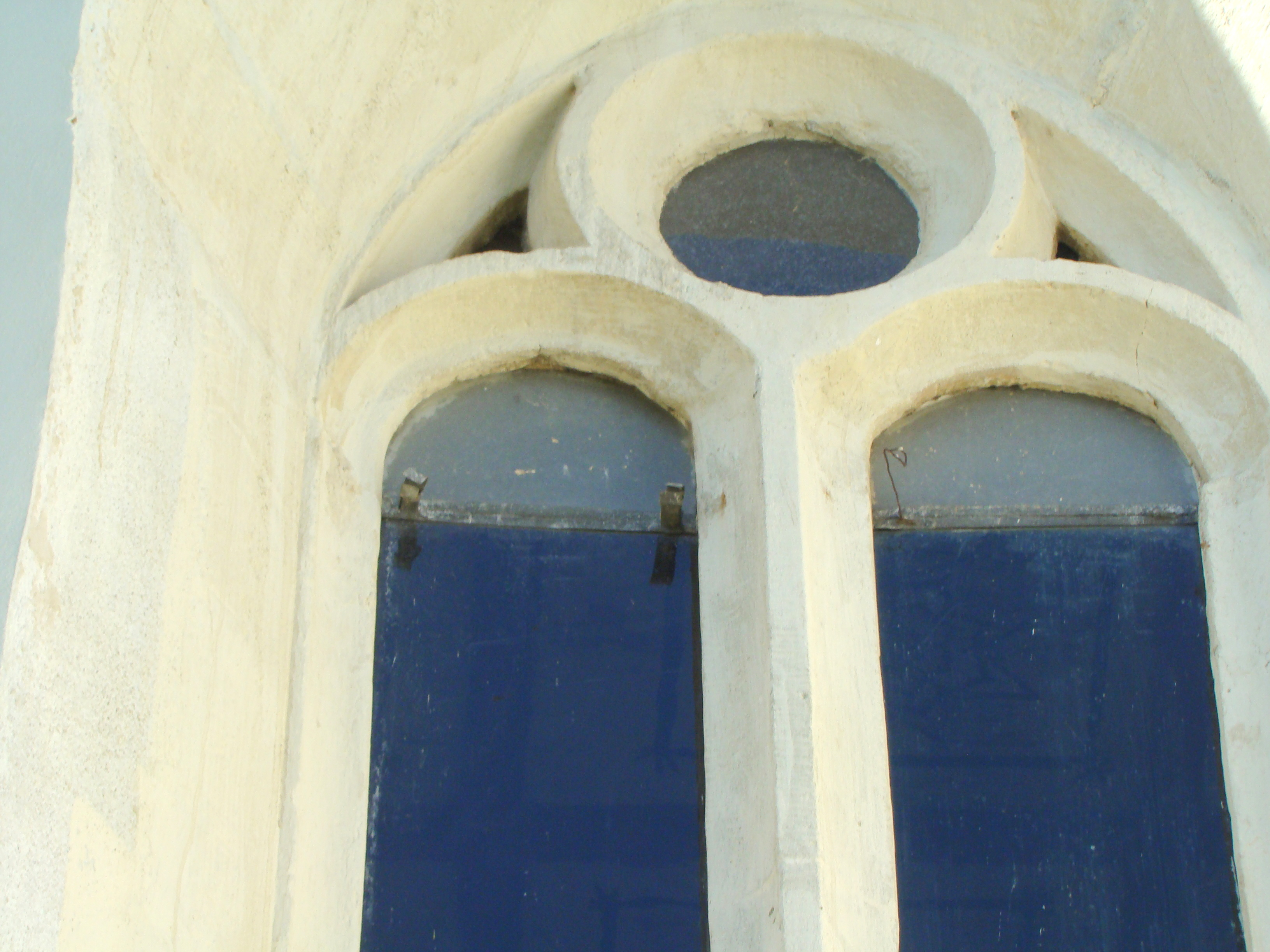
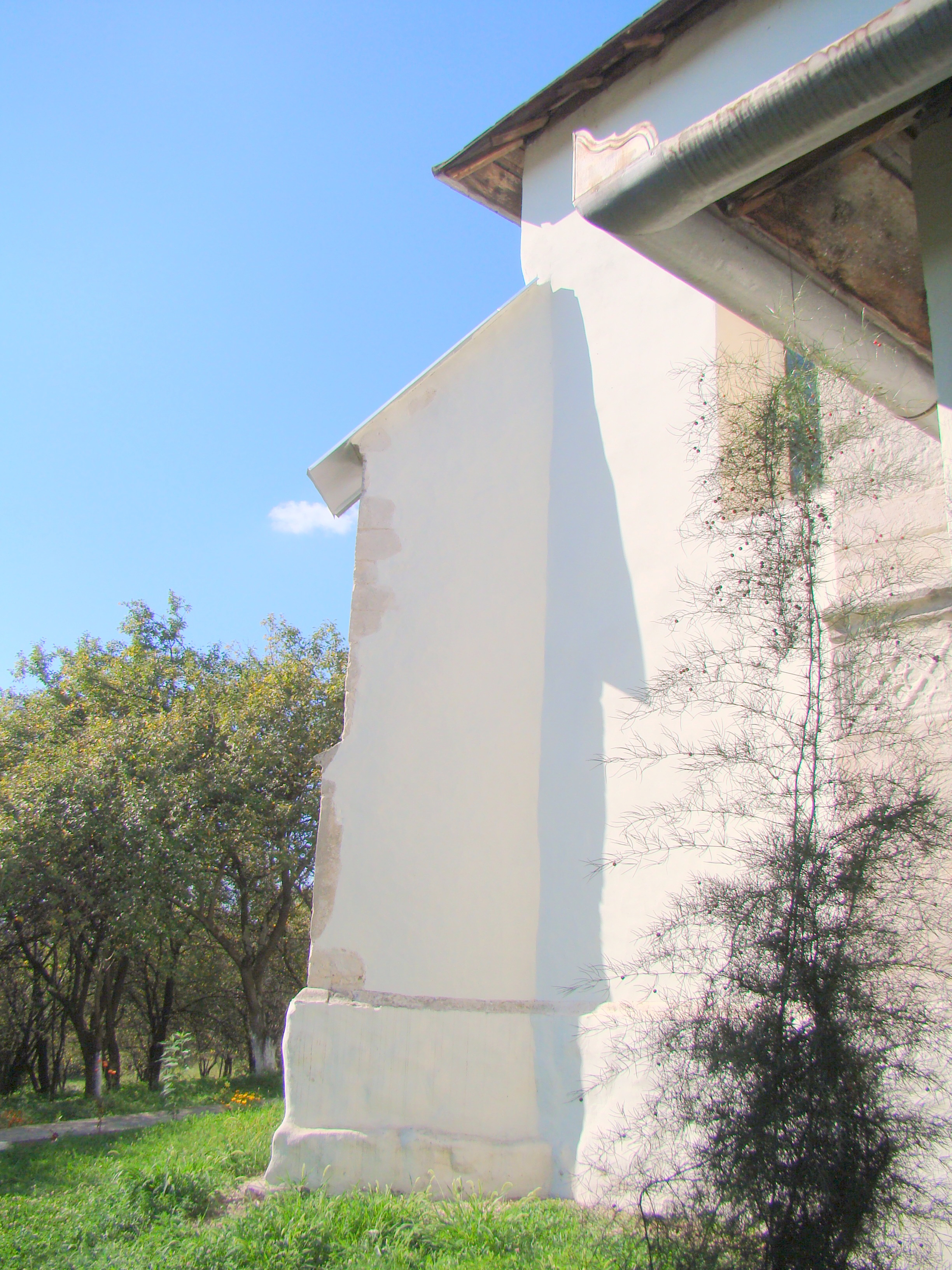
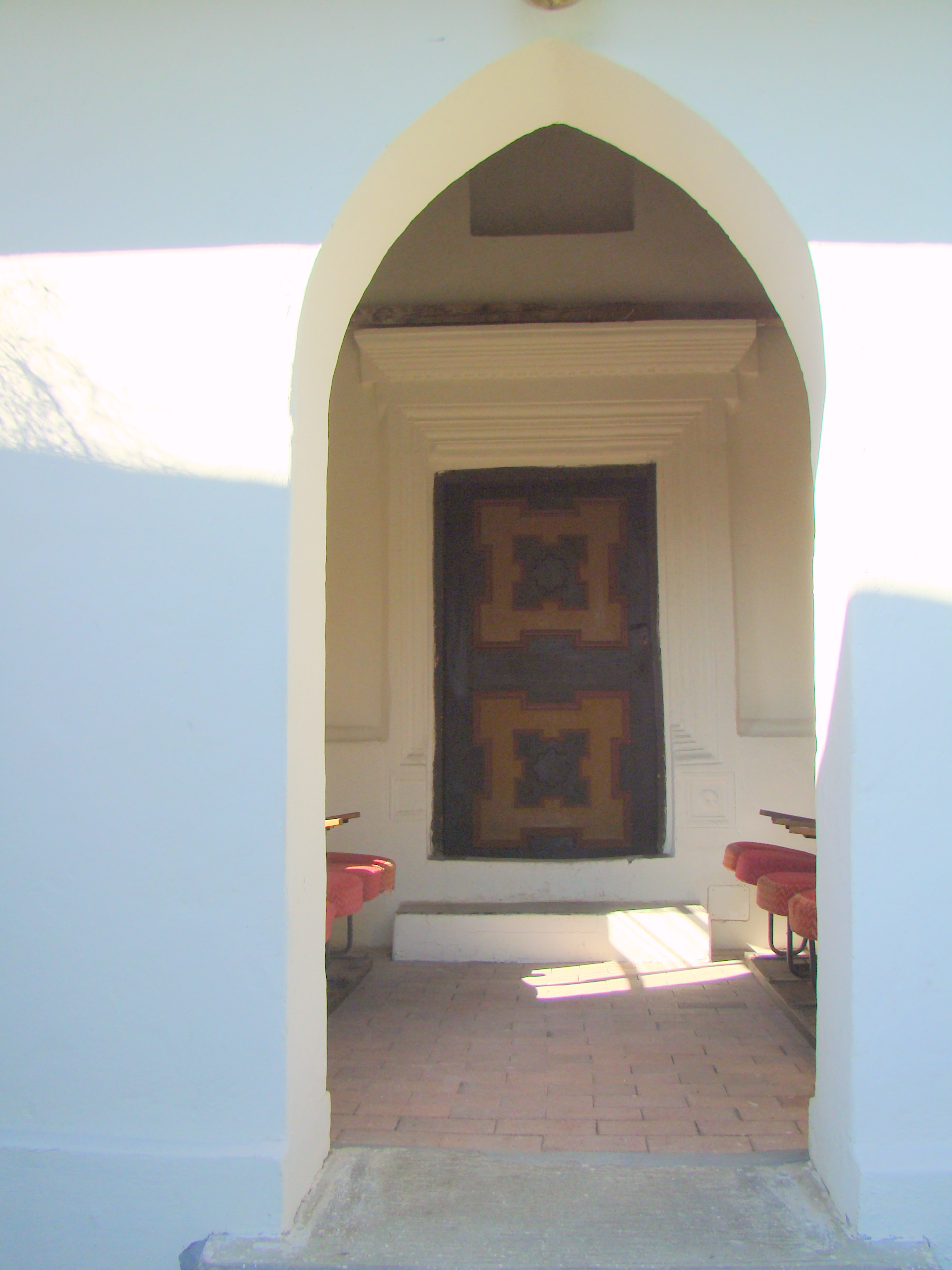
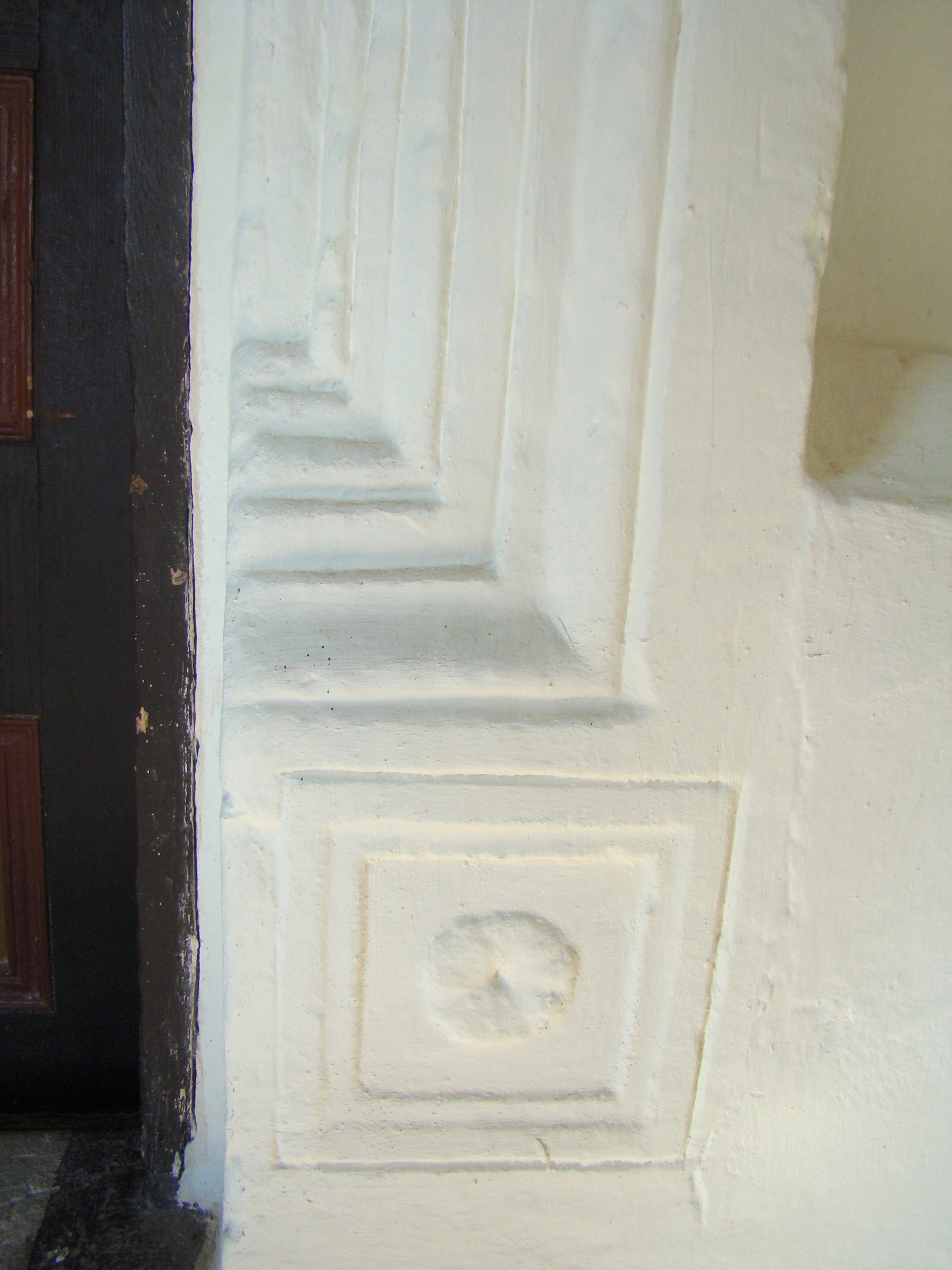
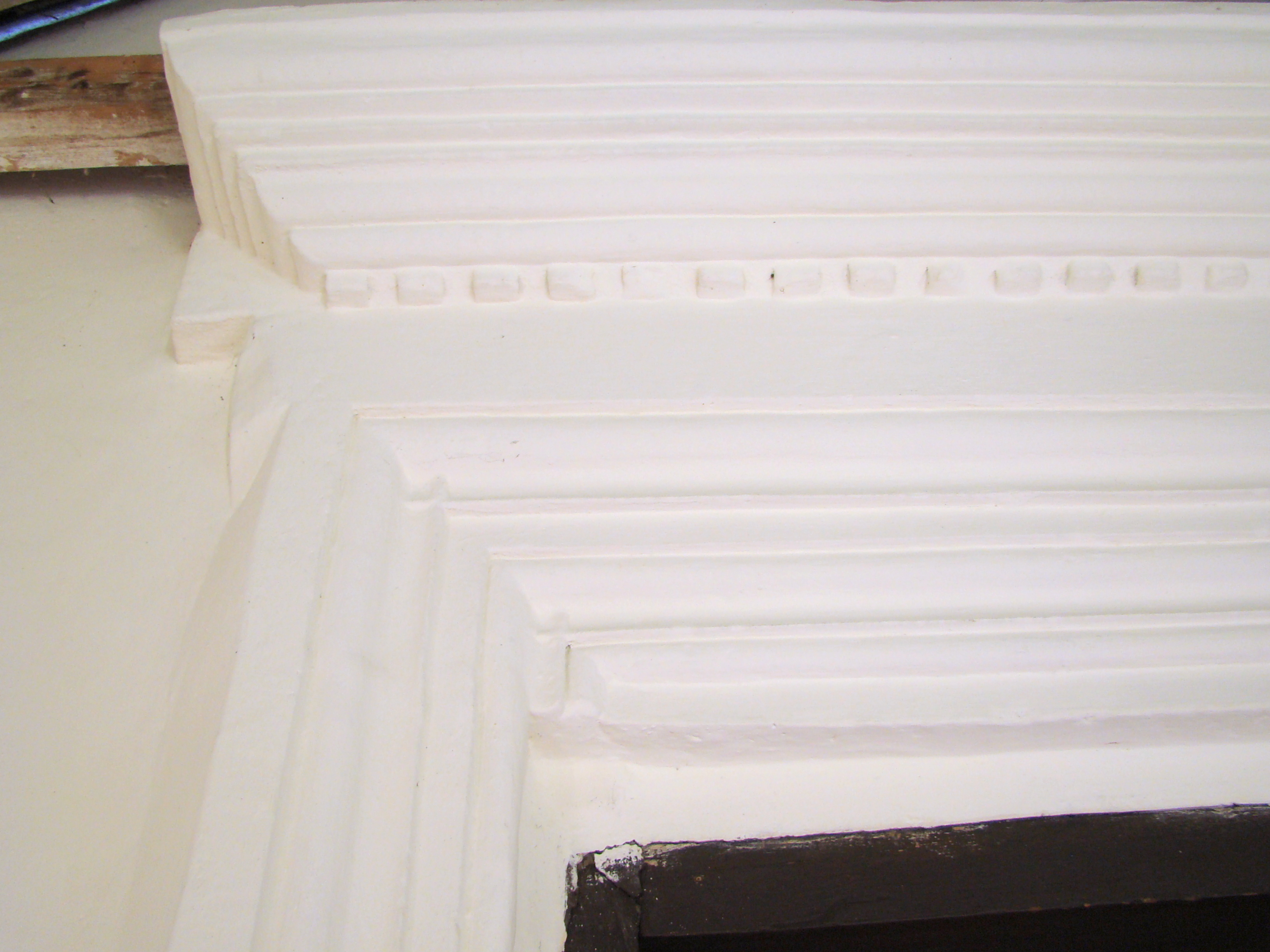
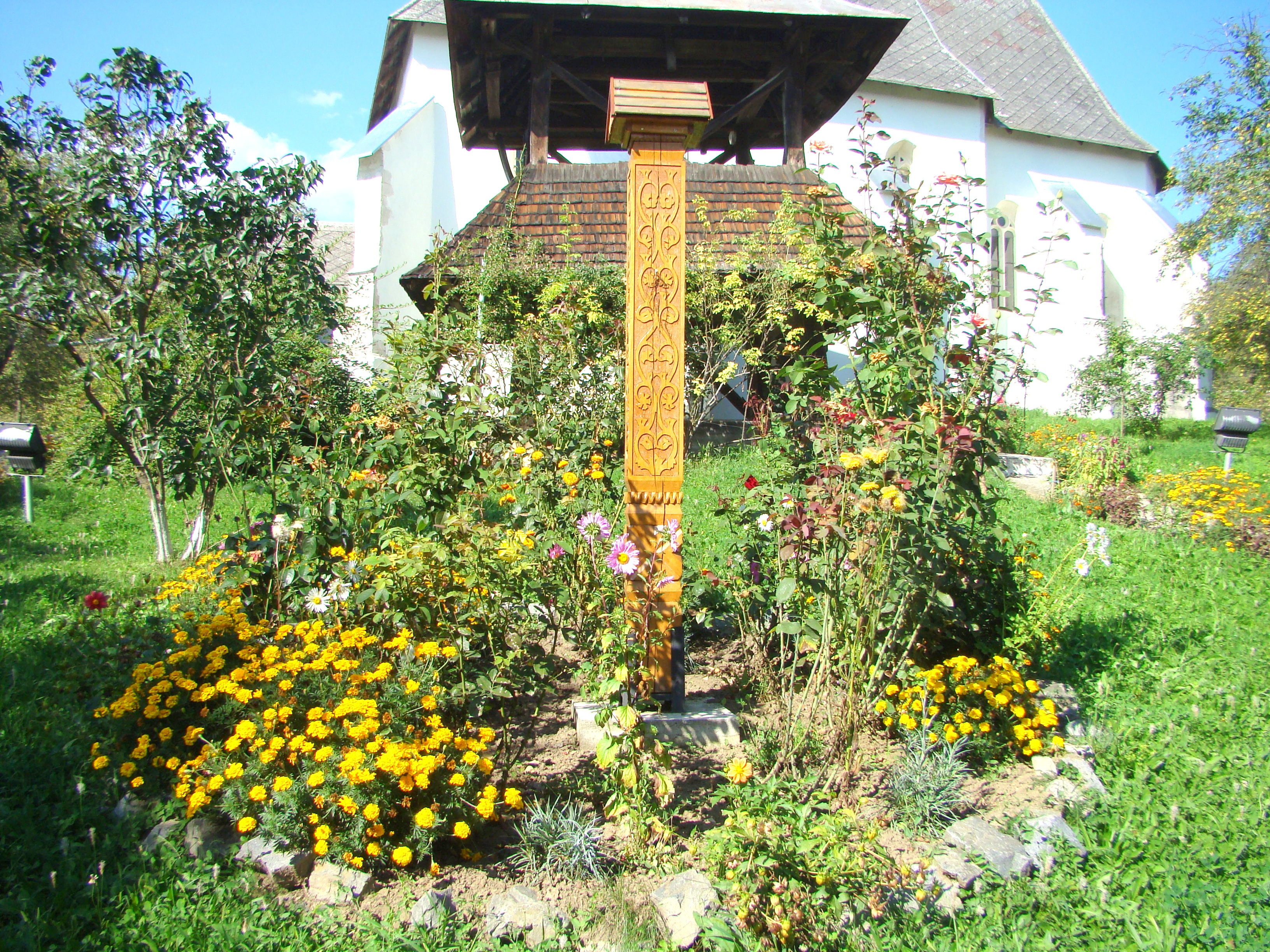
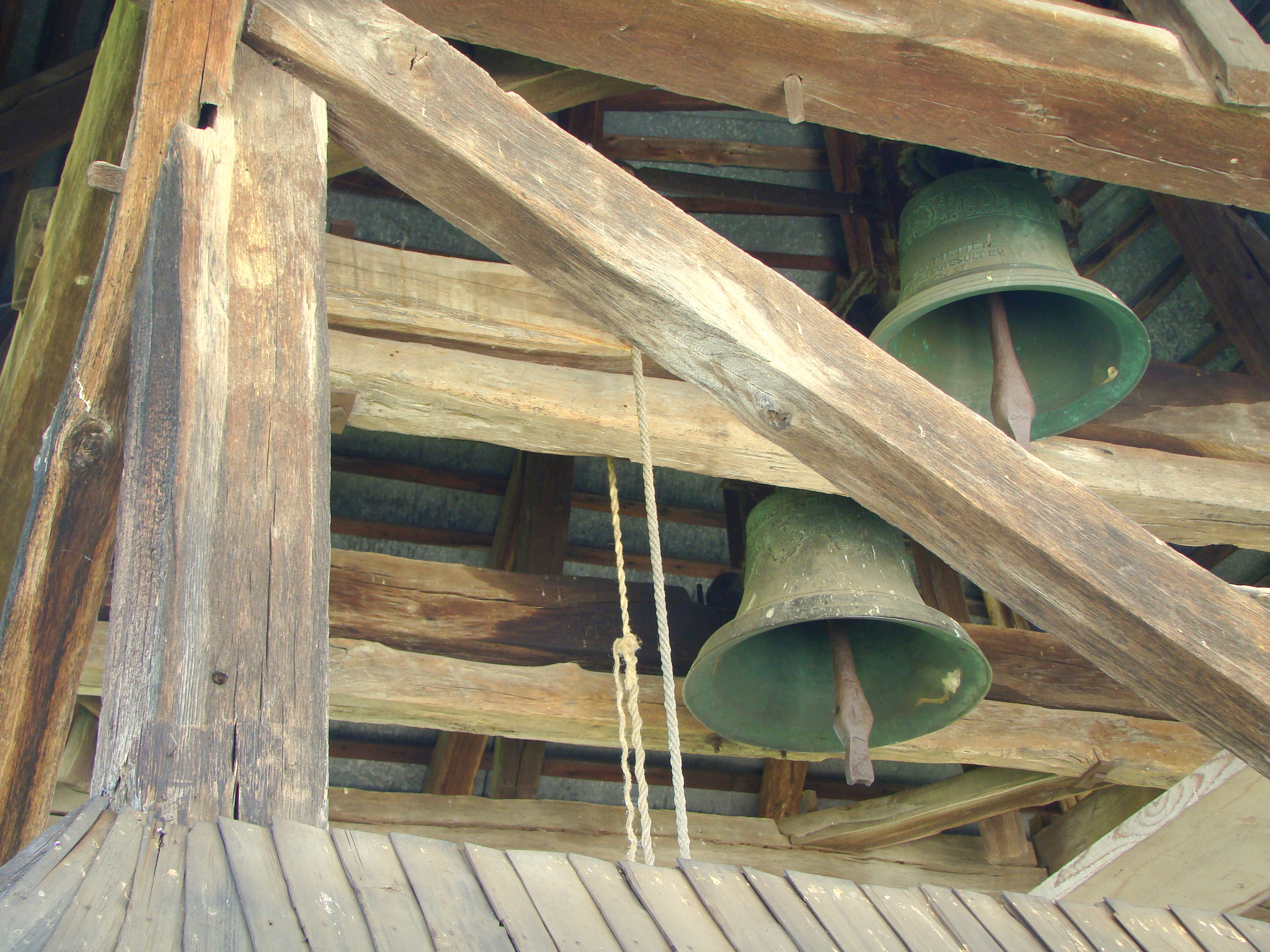
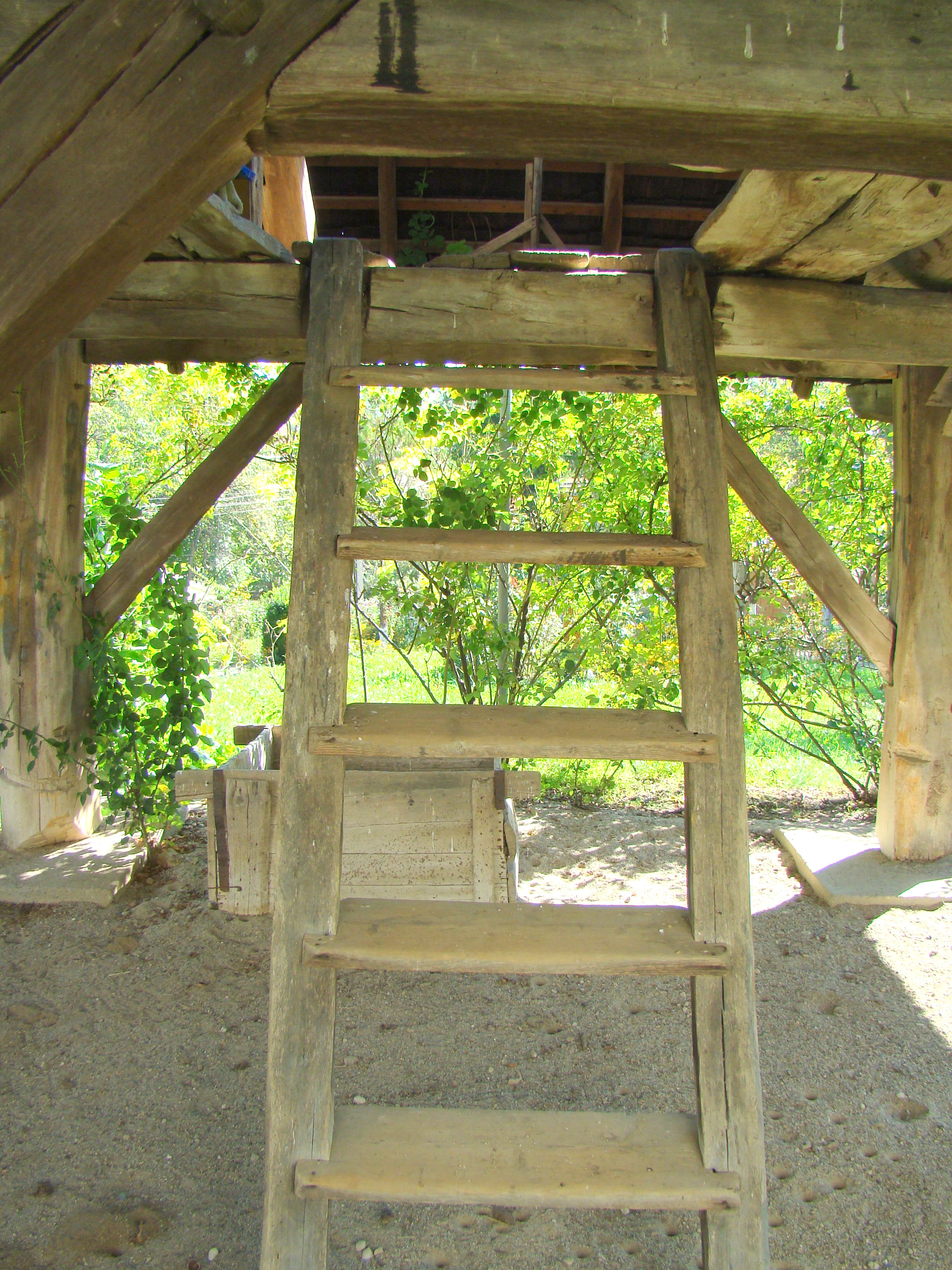
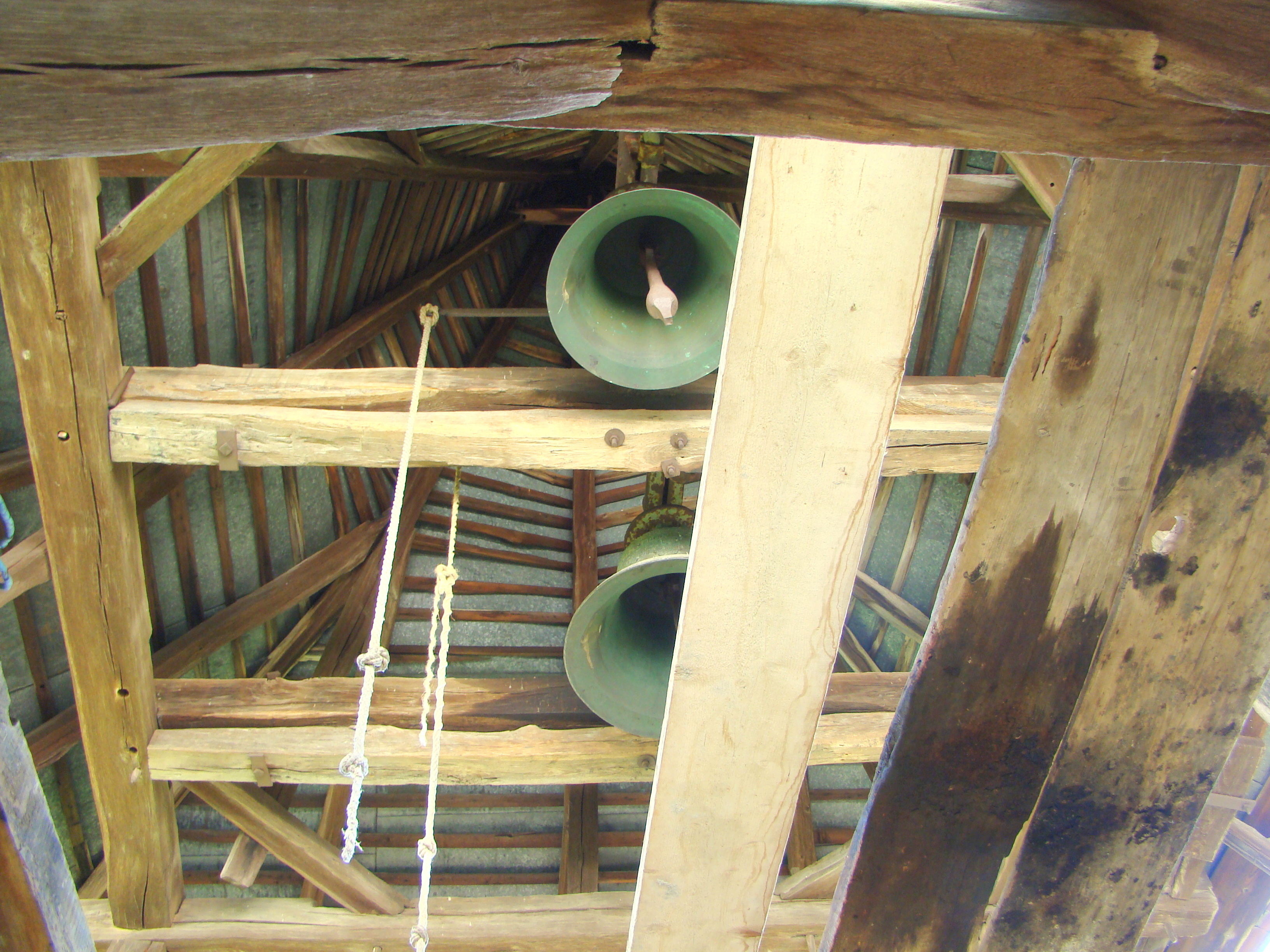
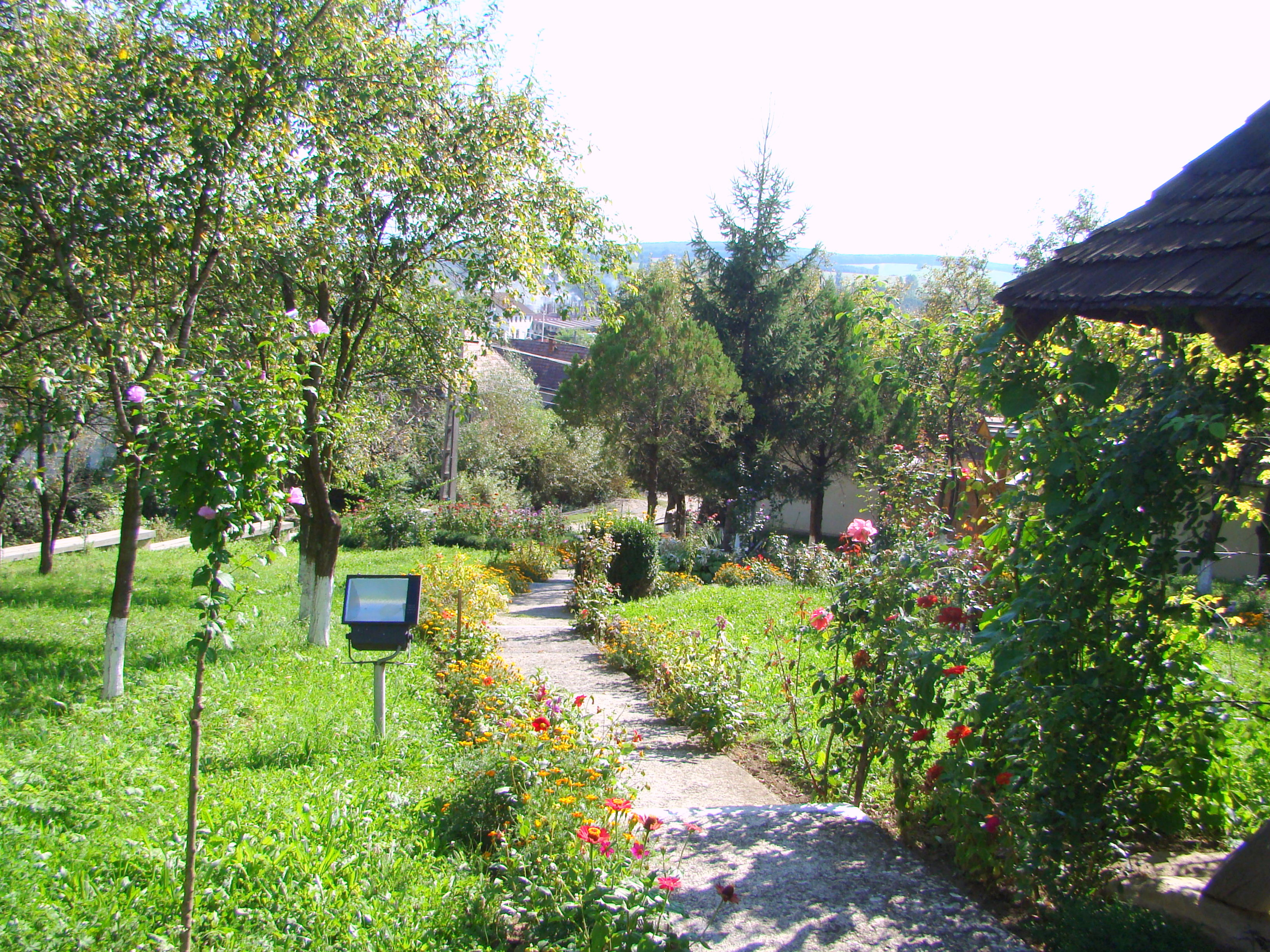

## Vezi și
- Horoatu Crasnei, Sălaj

## Imagini din interior

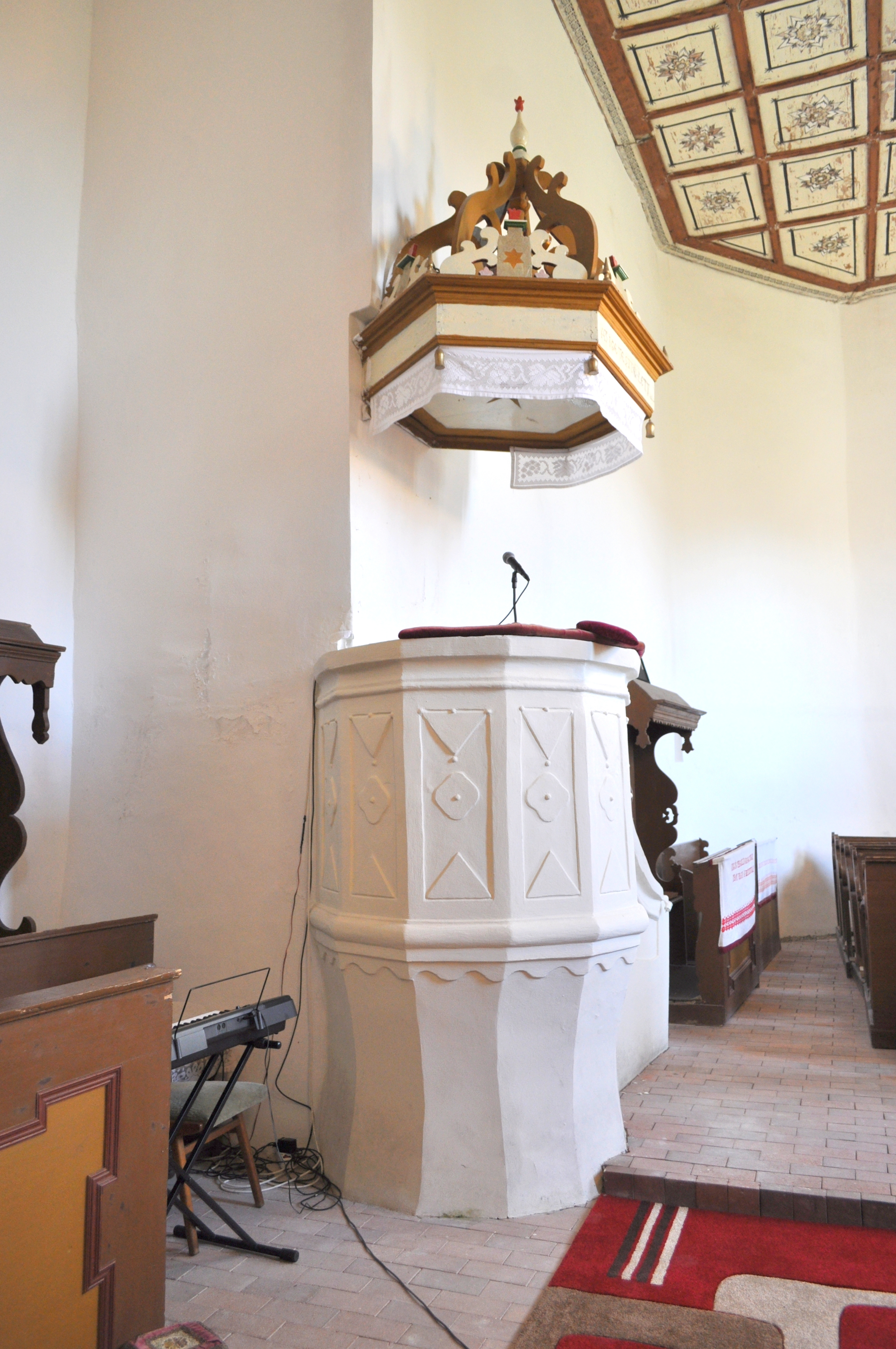
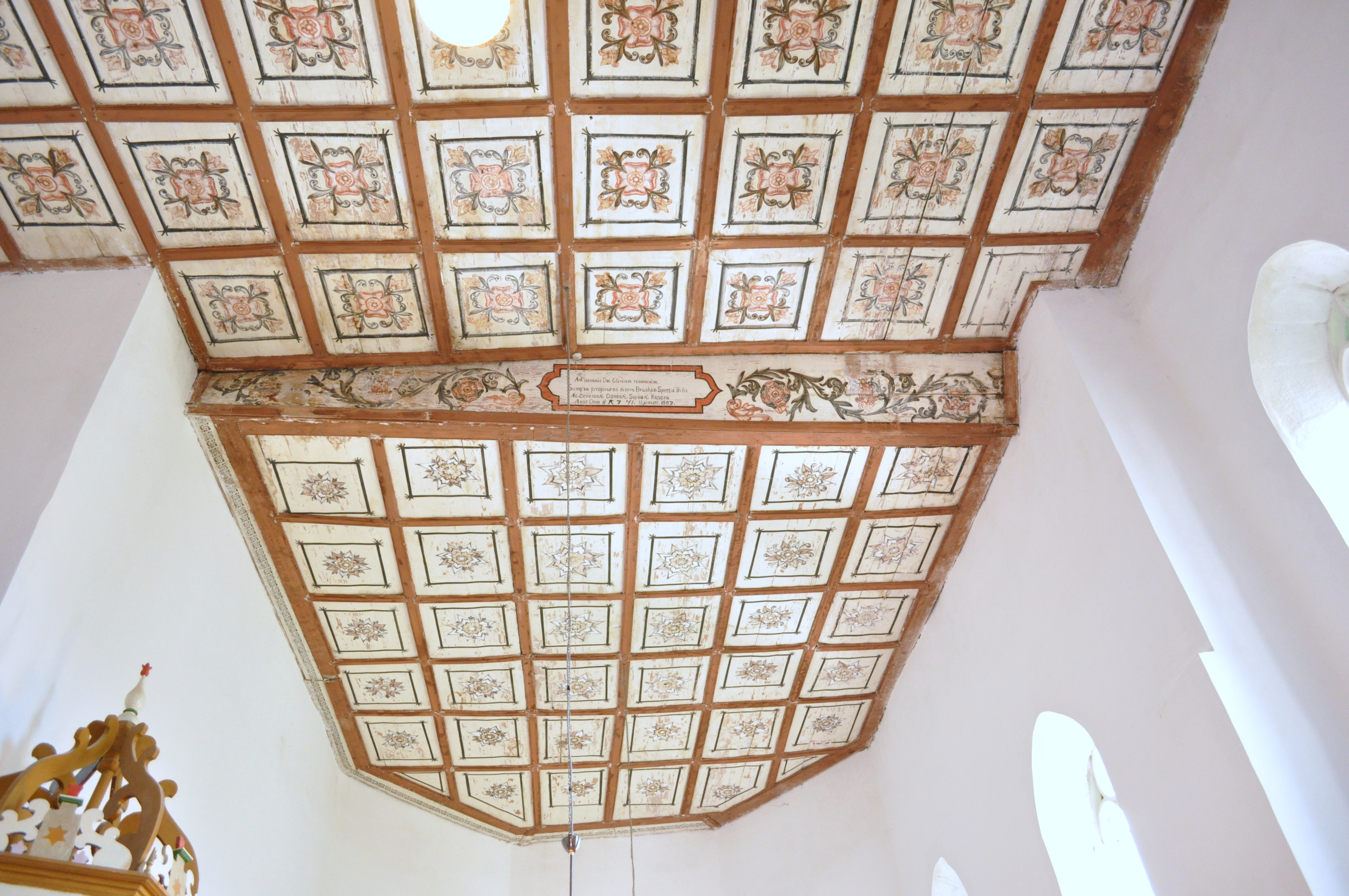
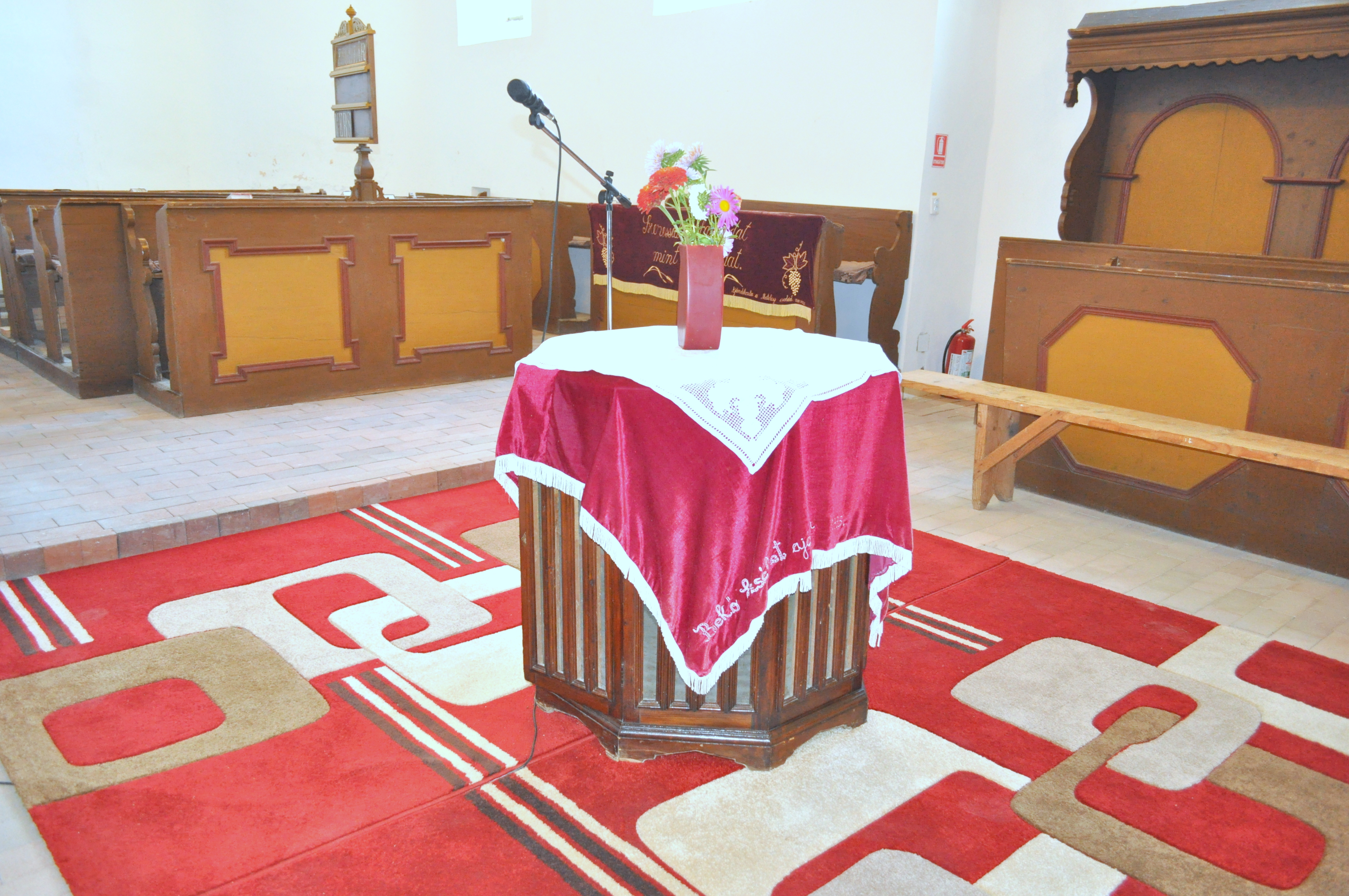
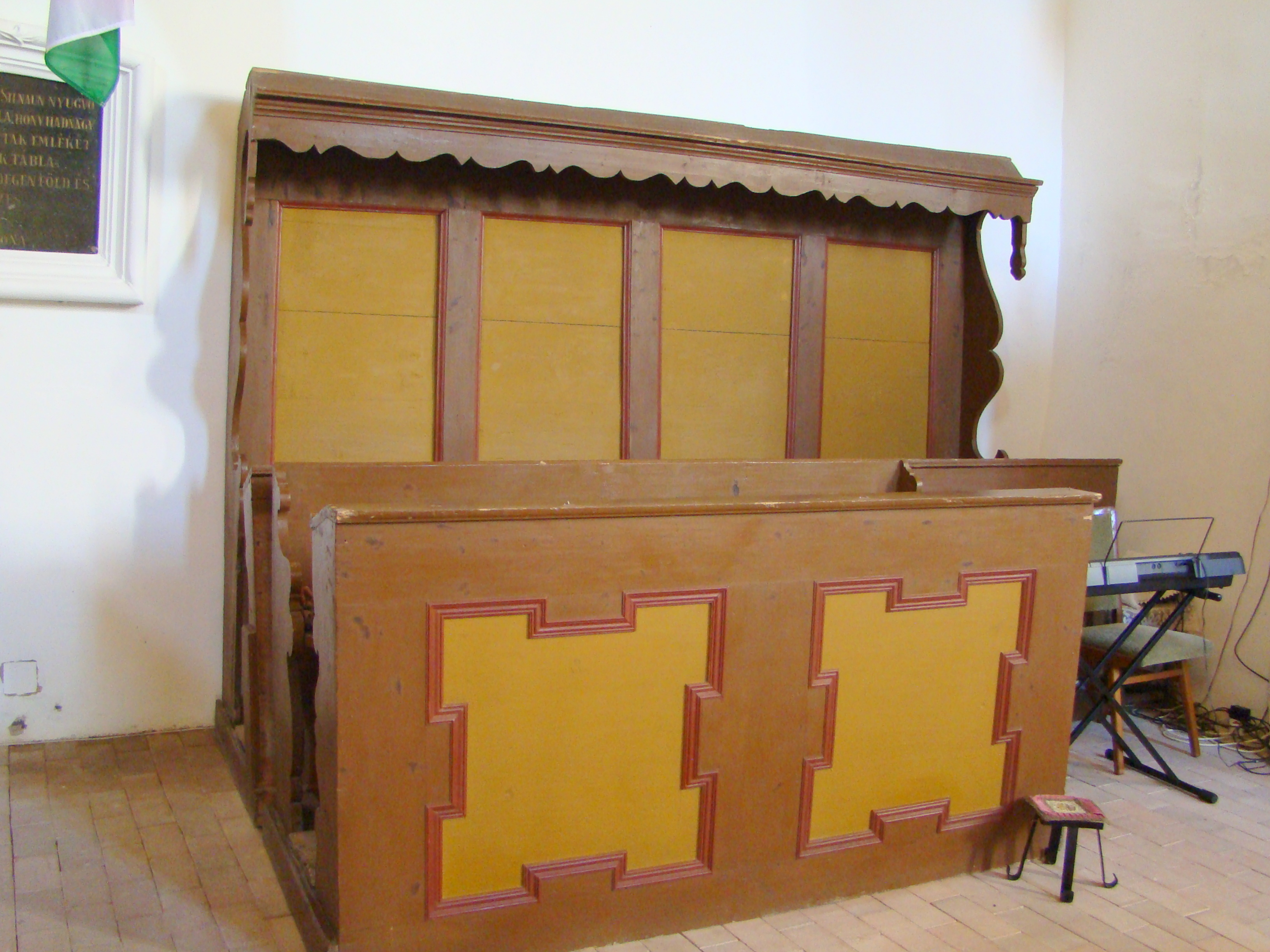
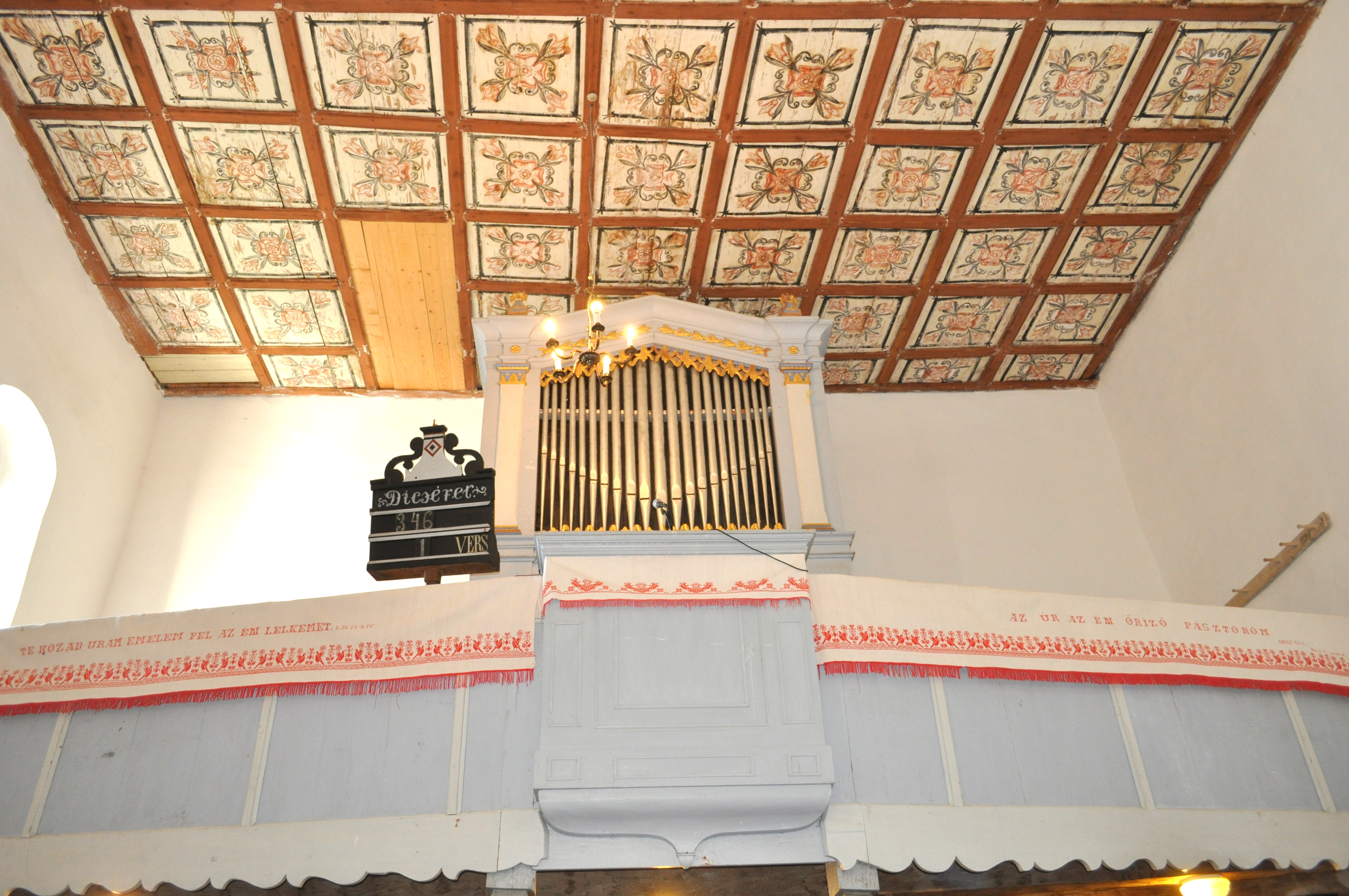
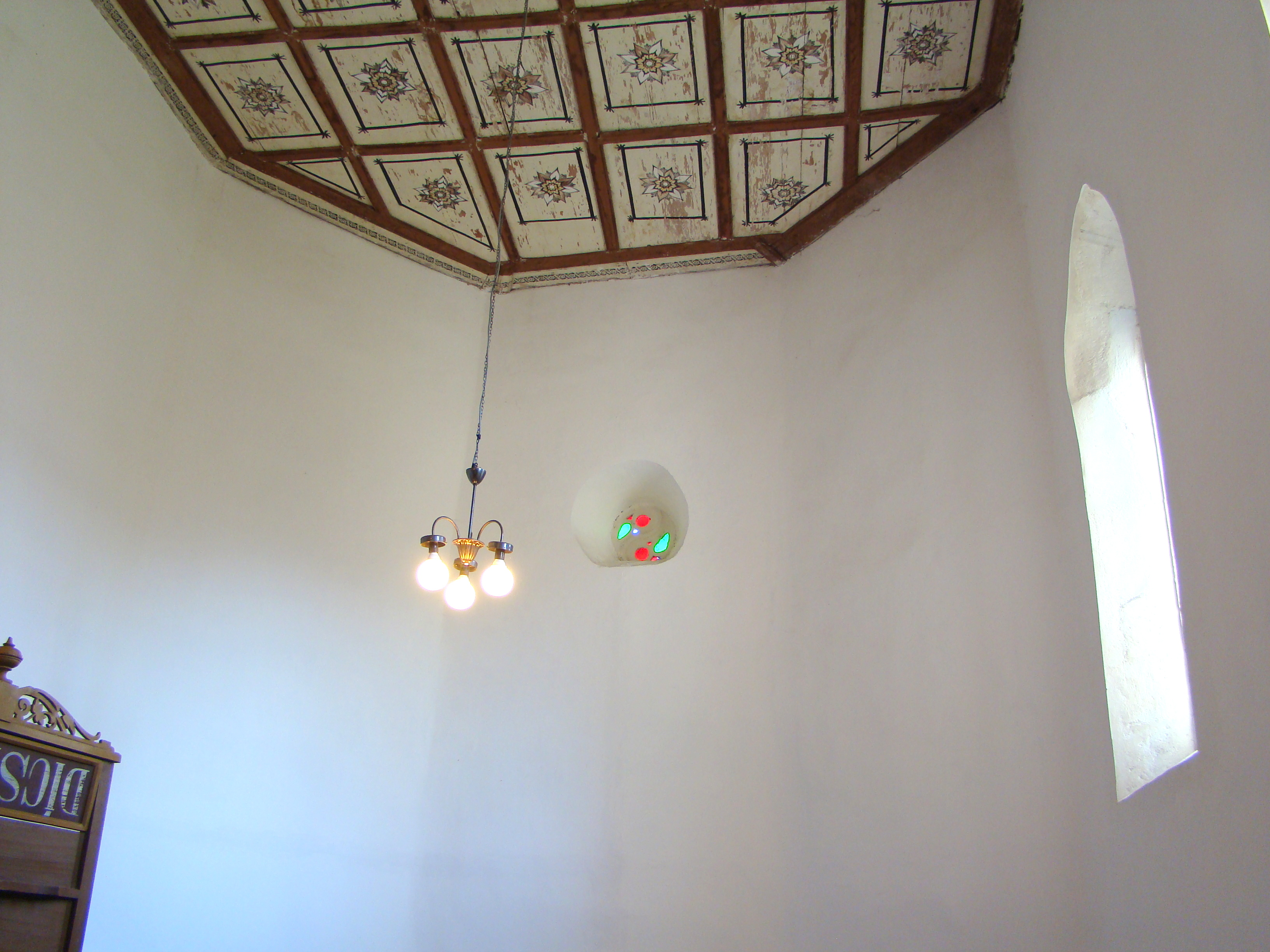
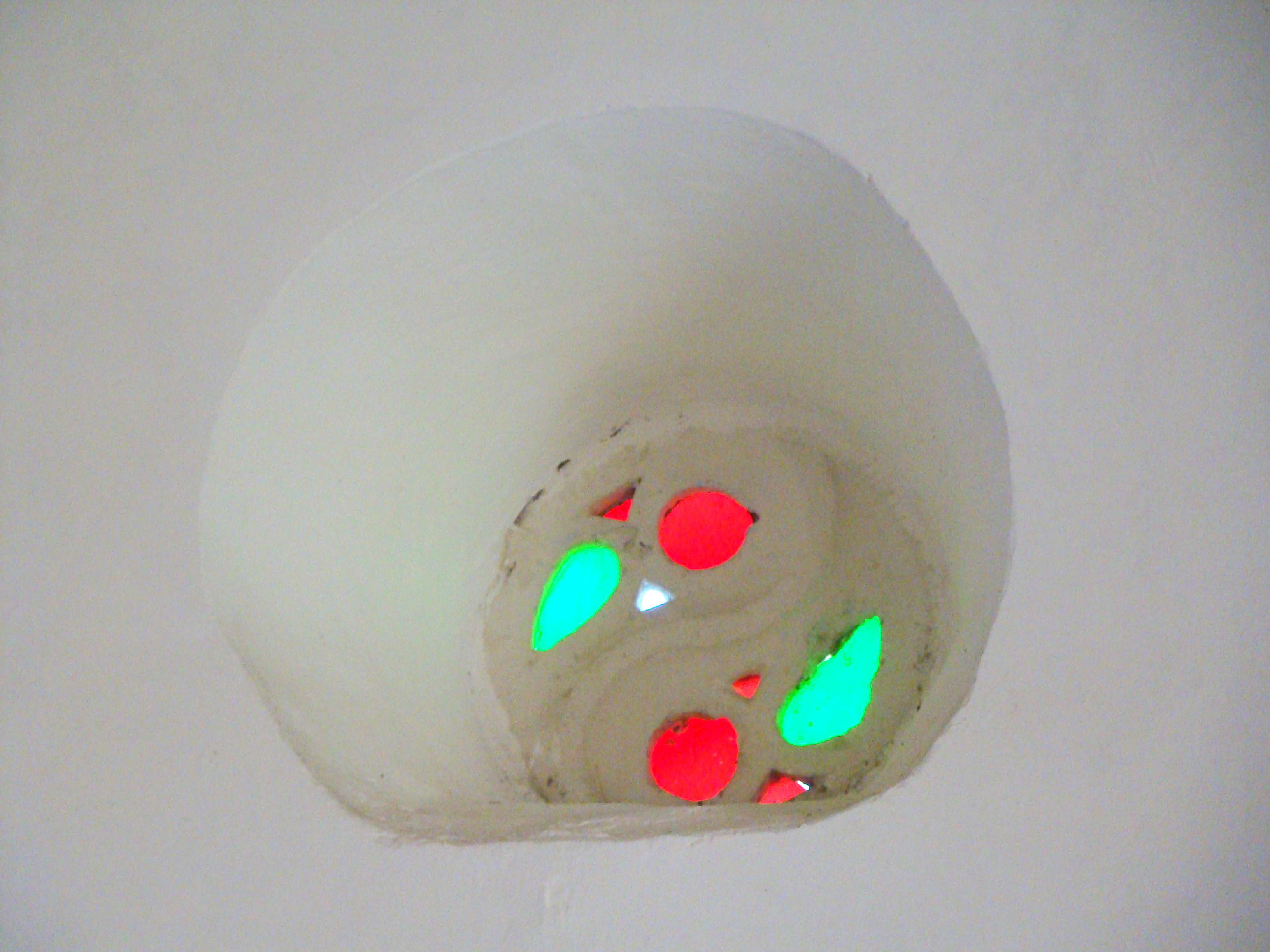
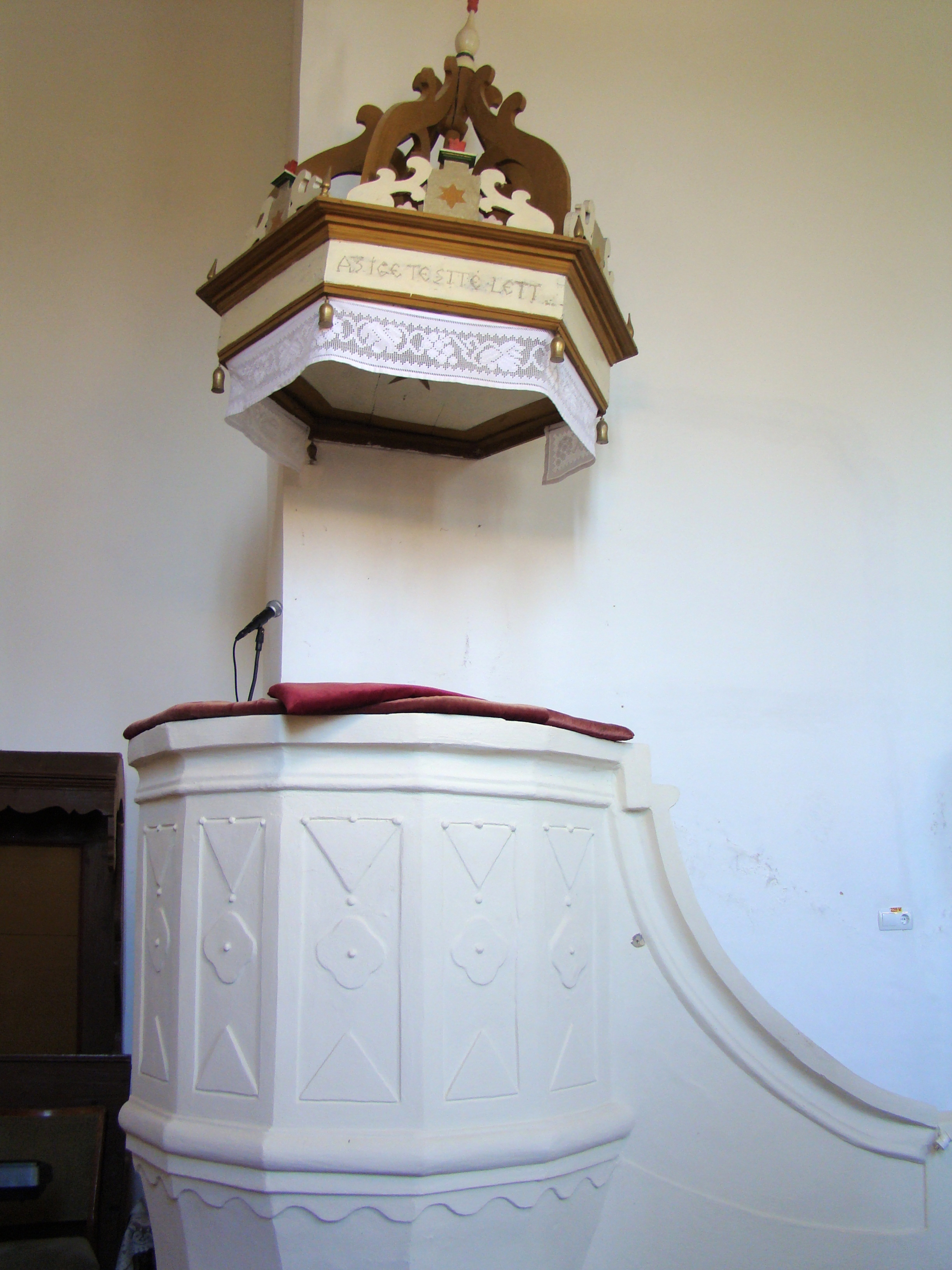
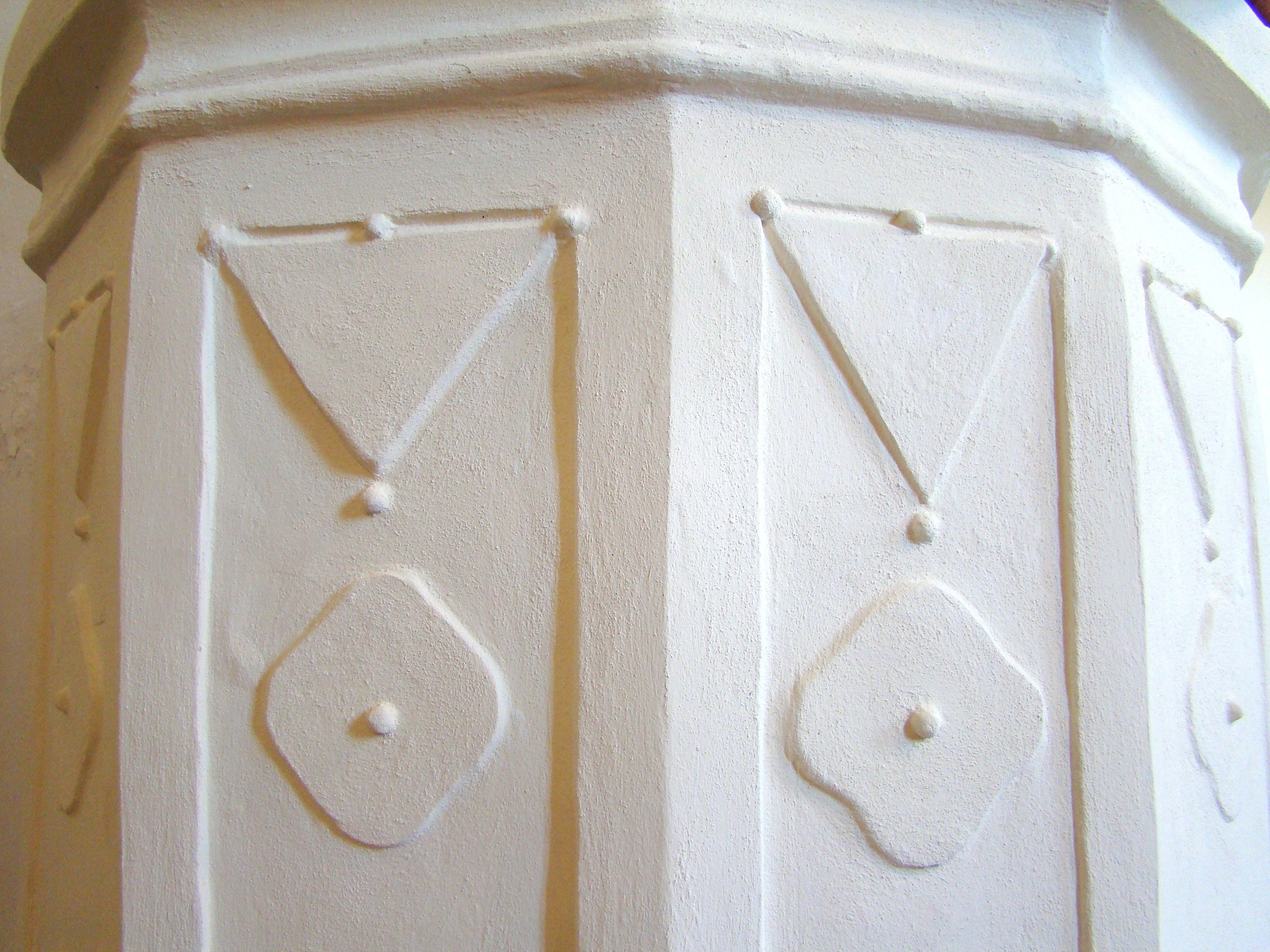
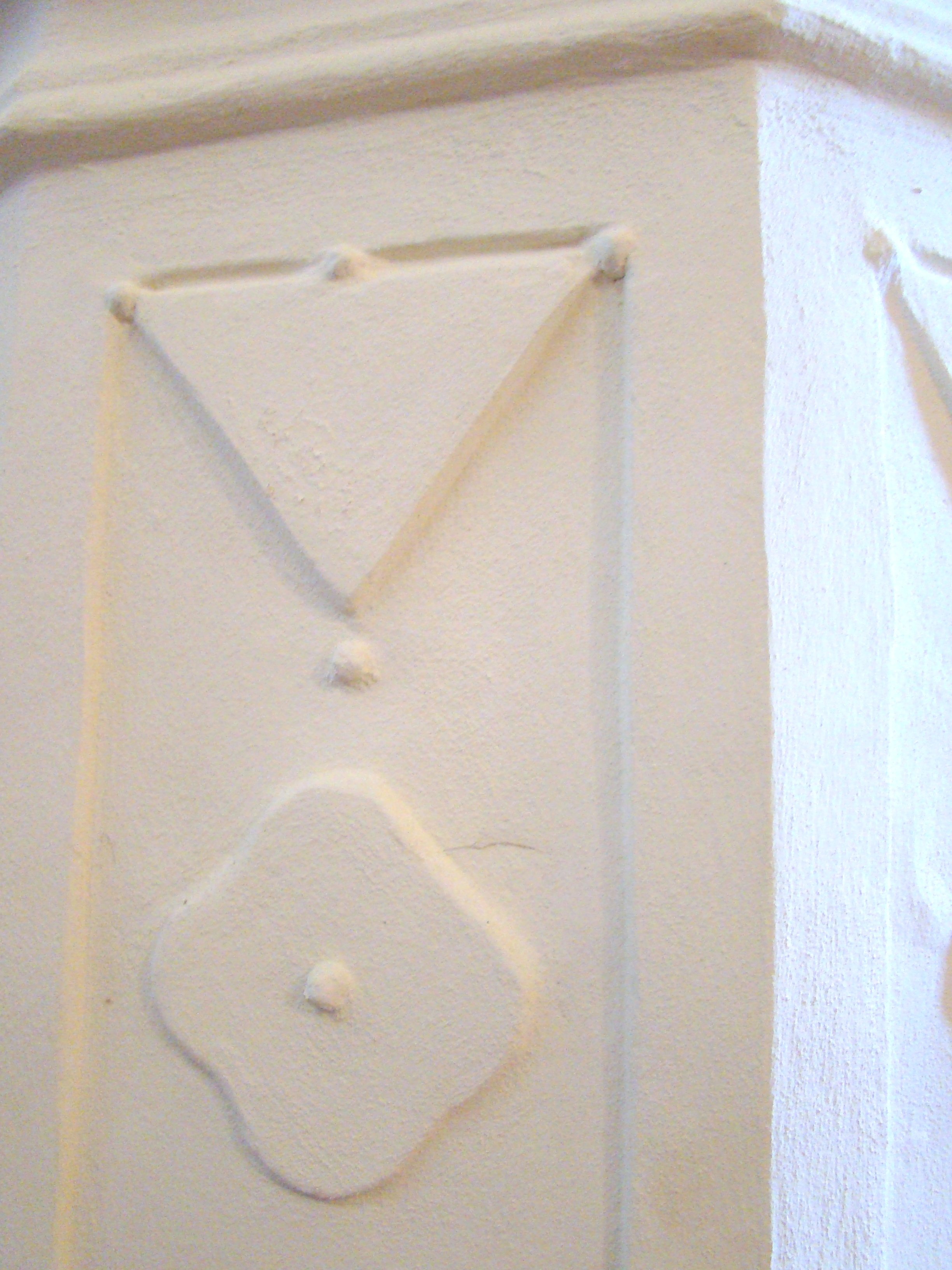
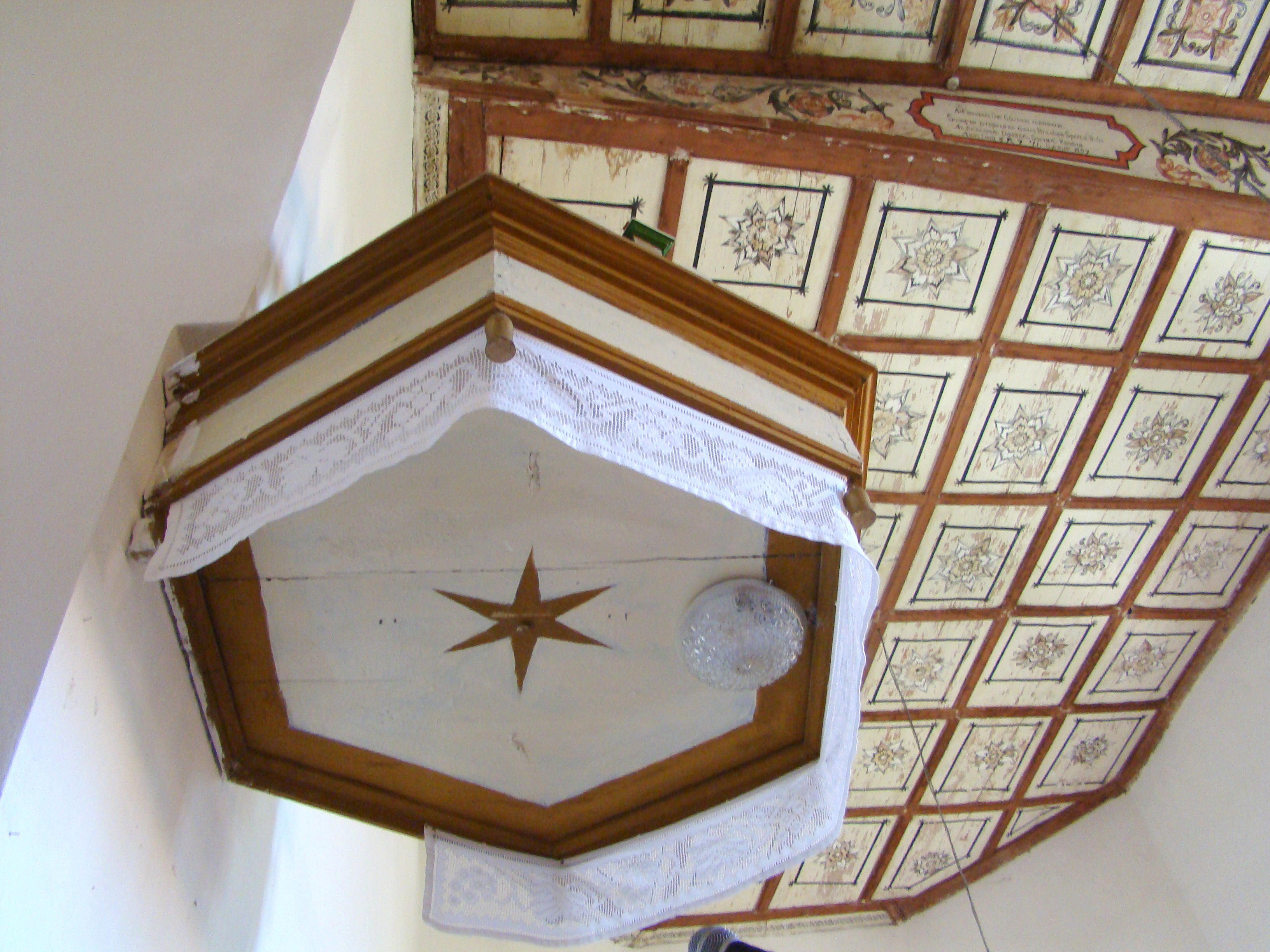
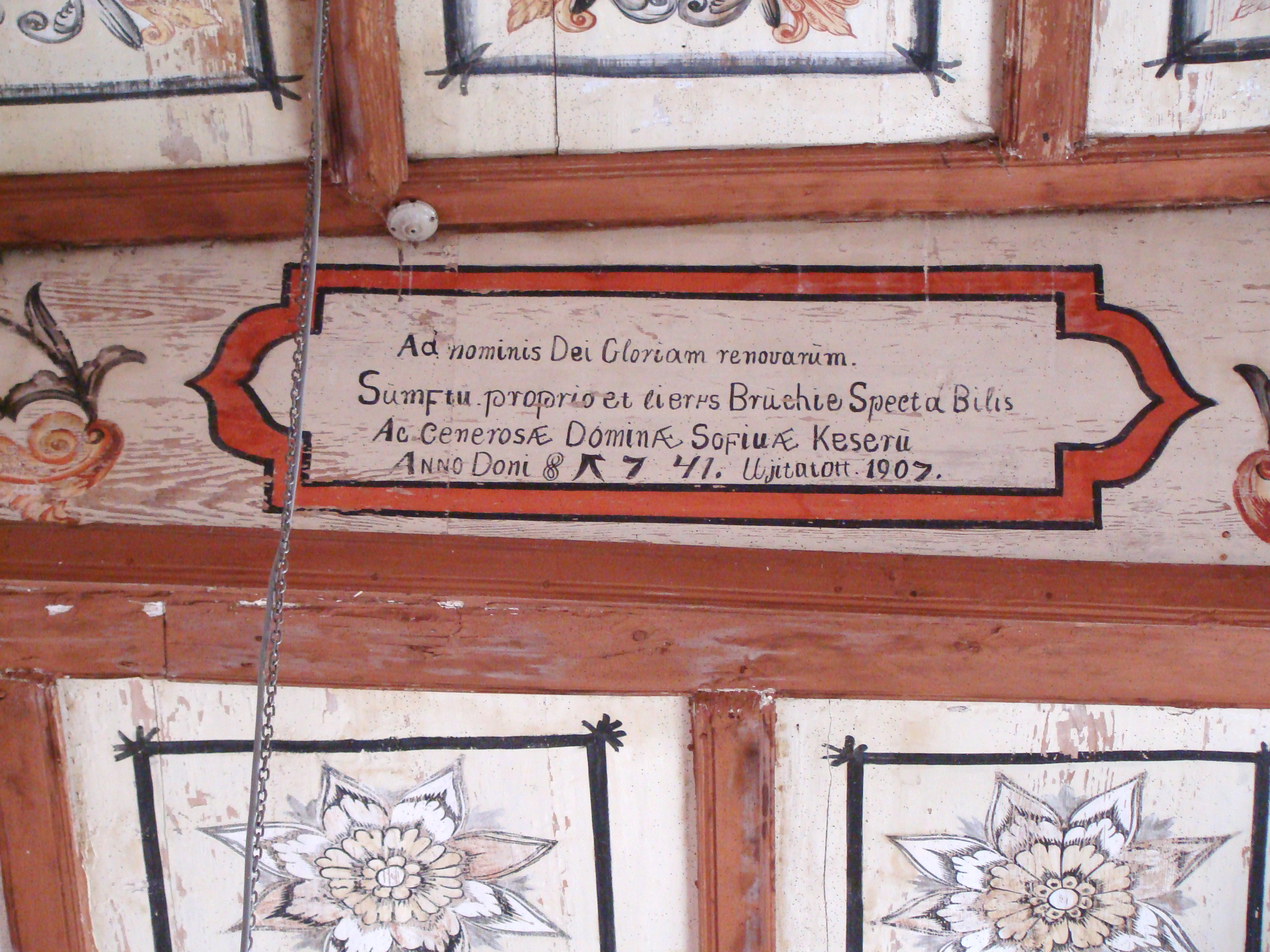
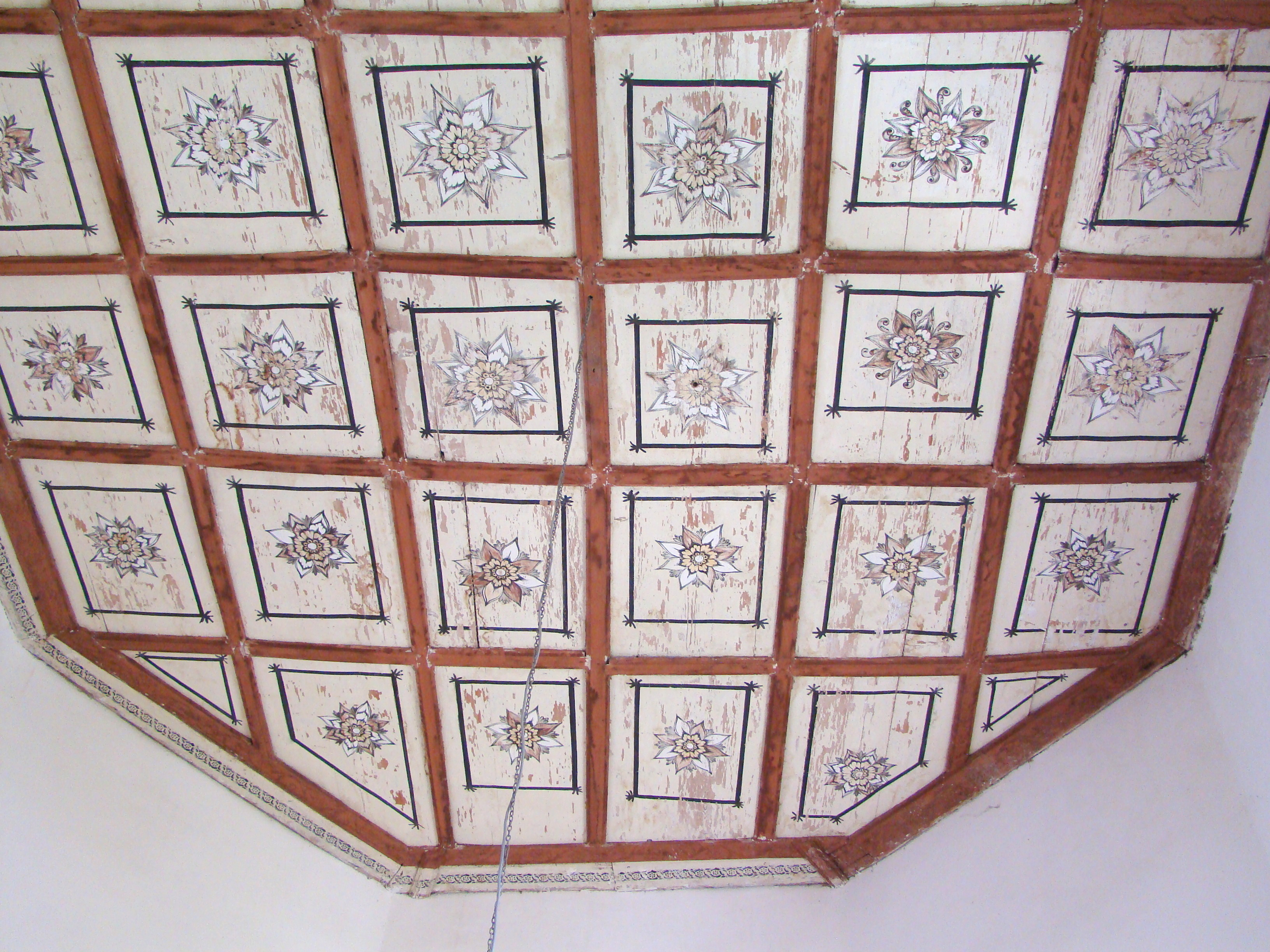
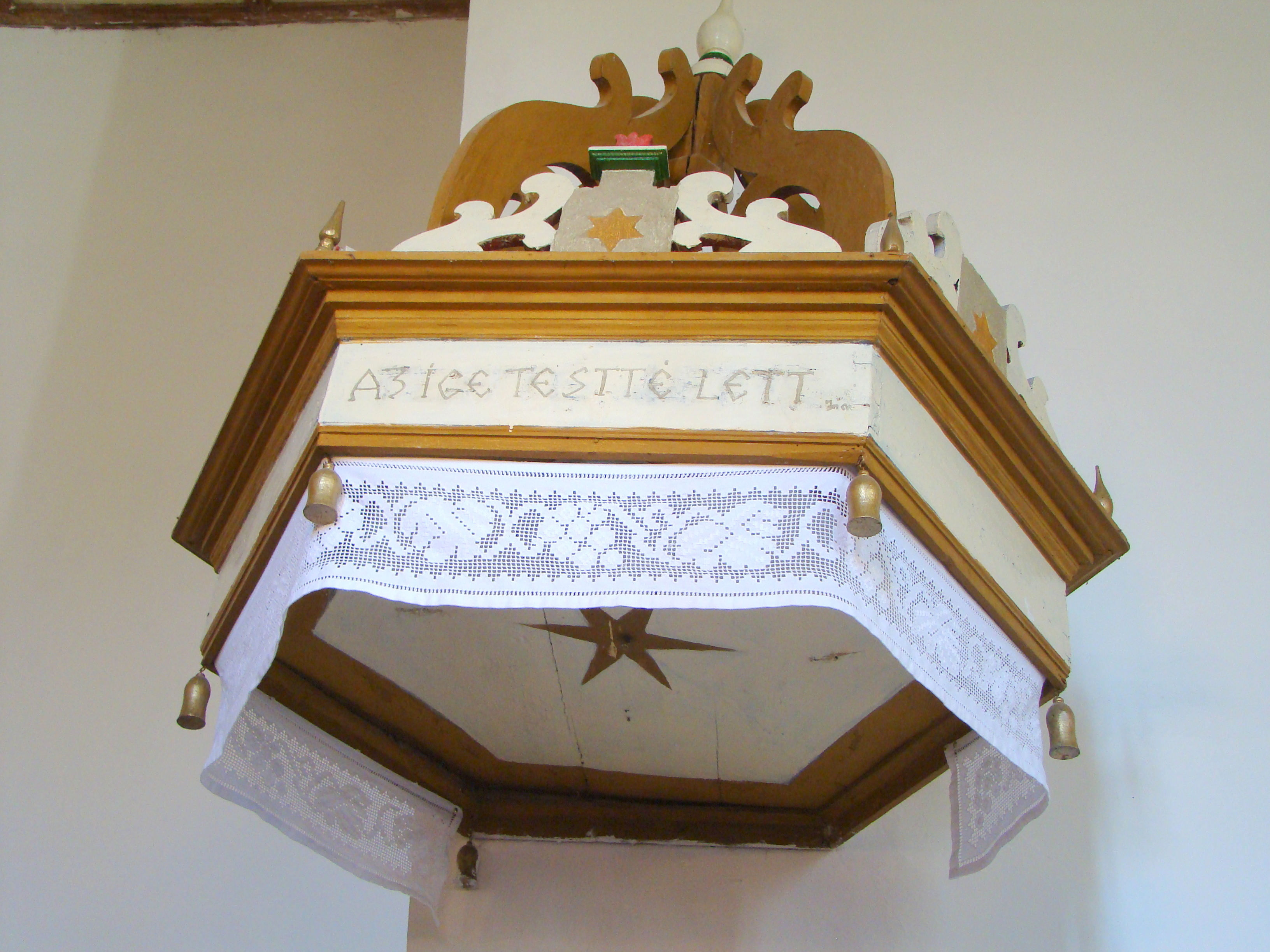
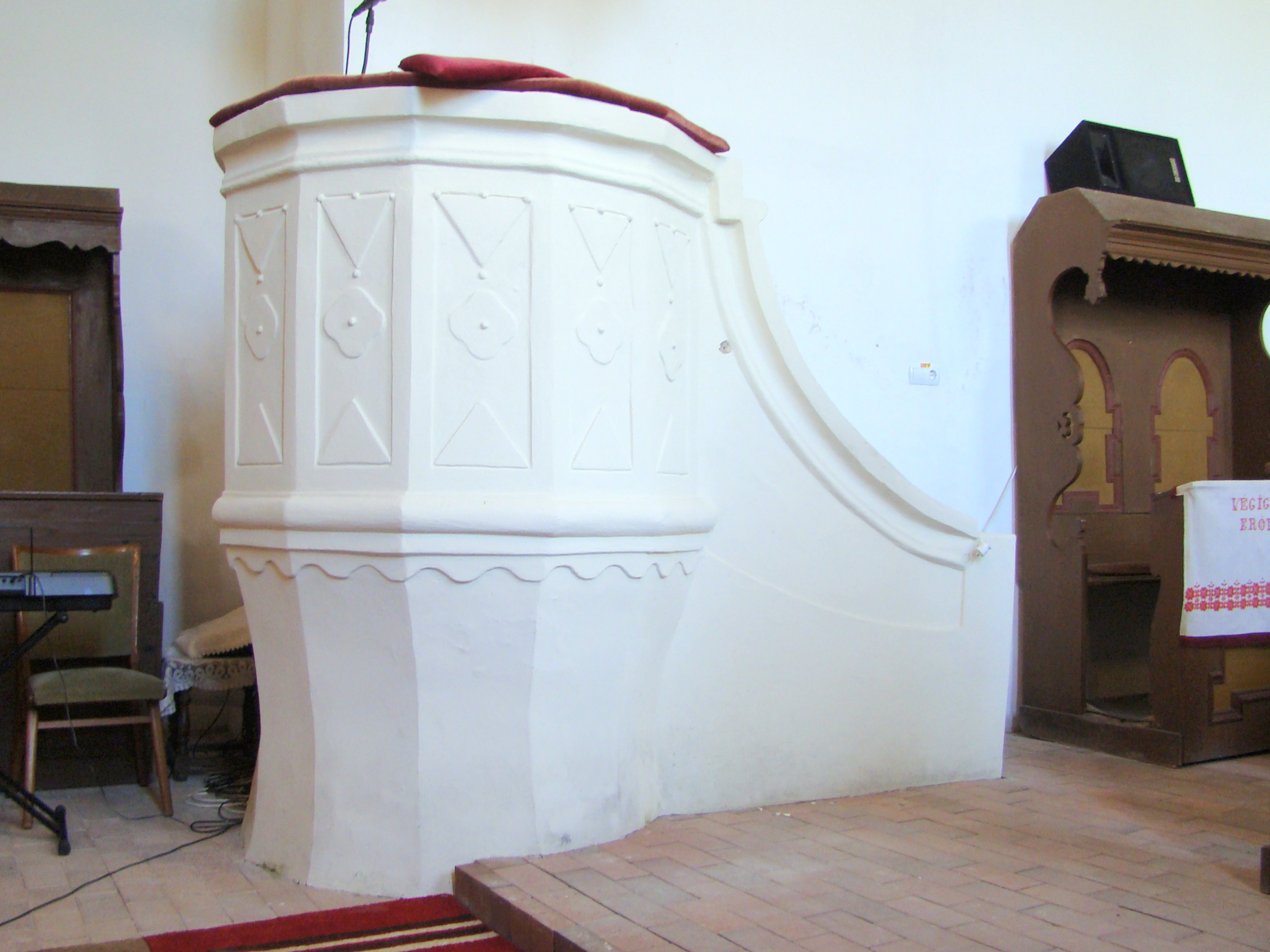
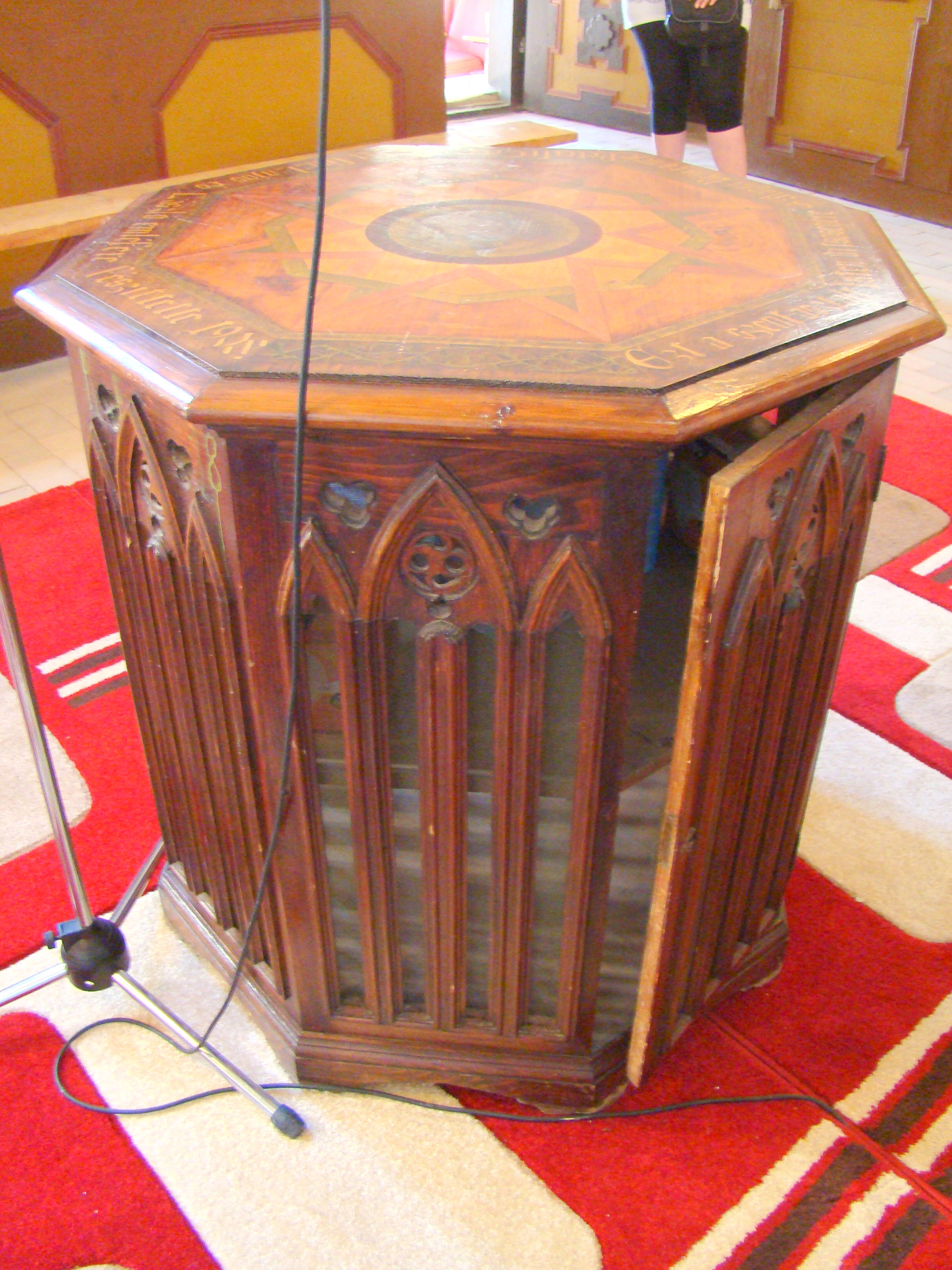
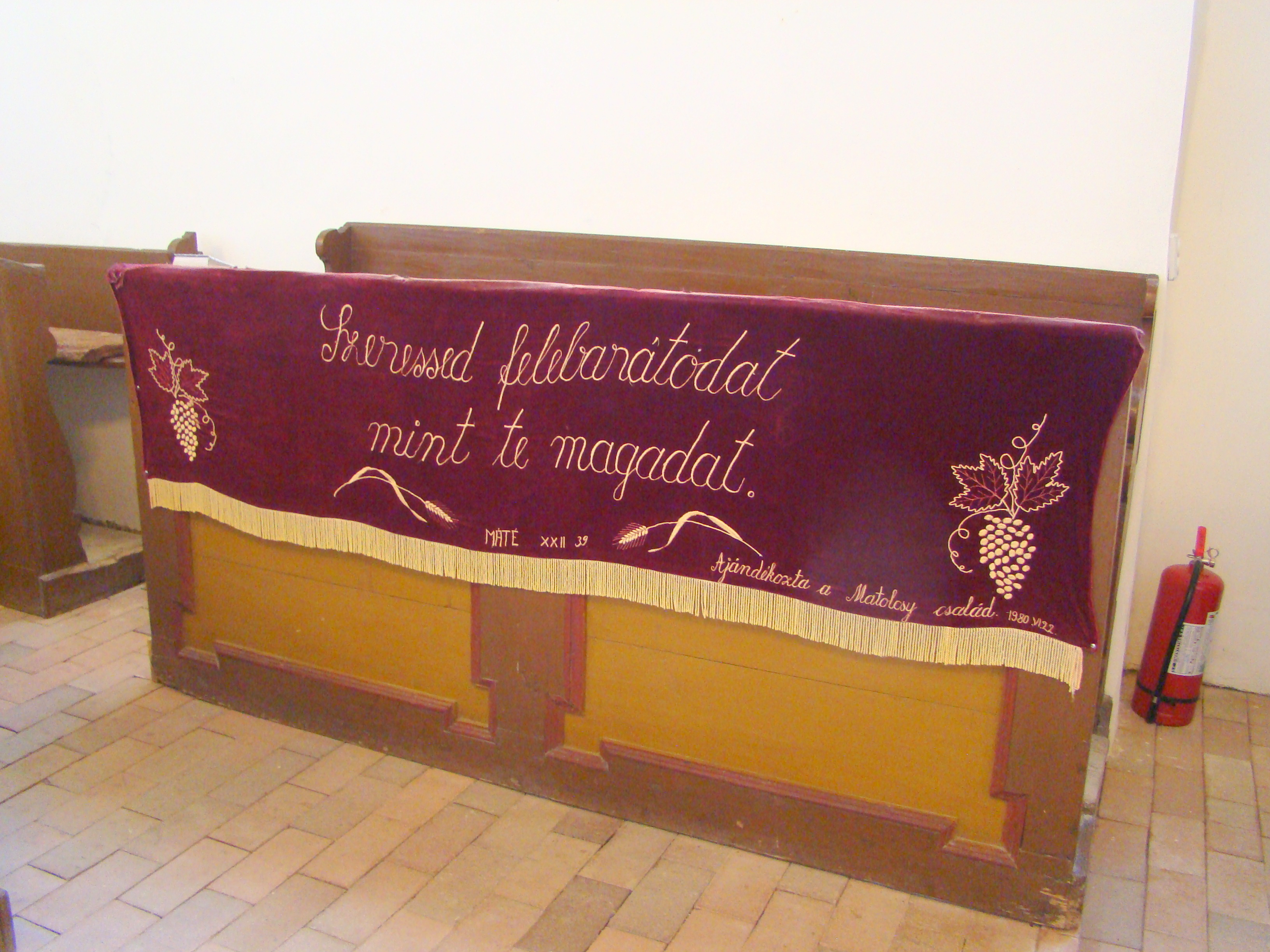
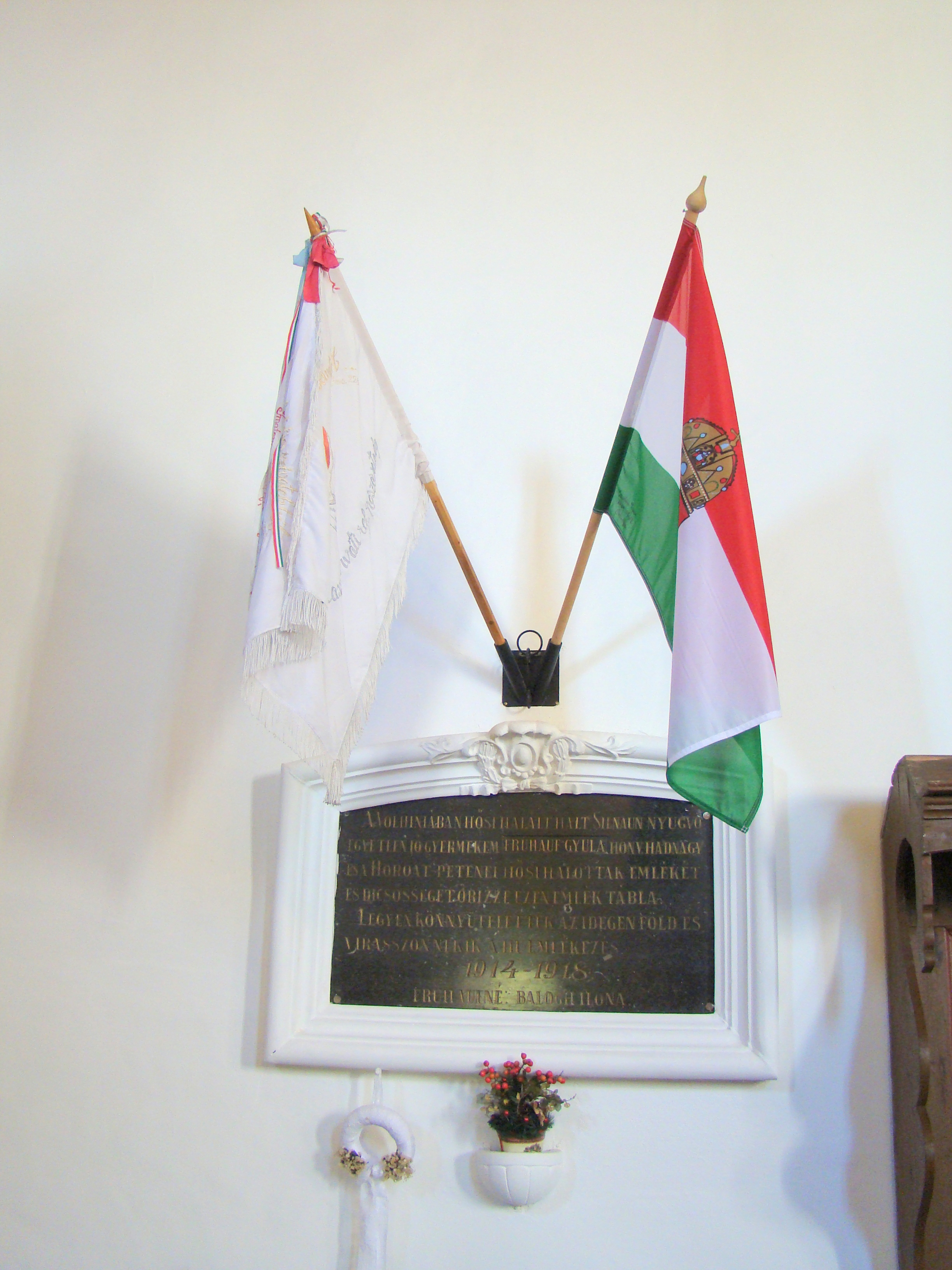
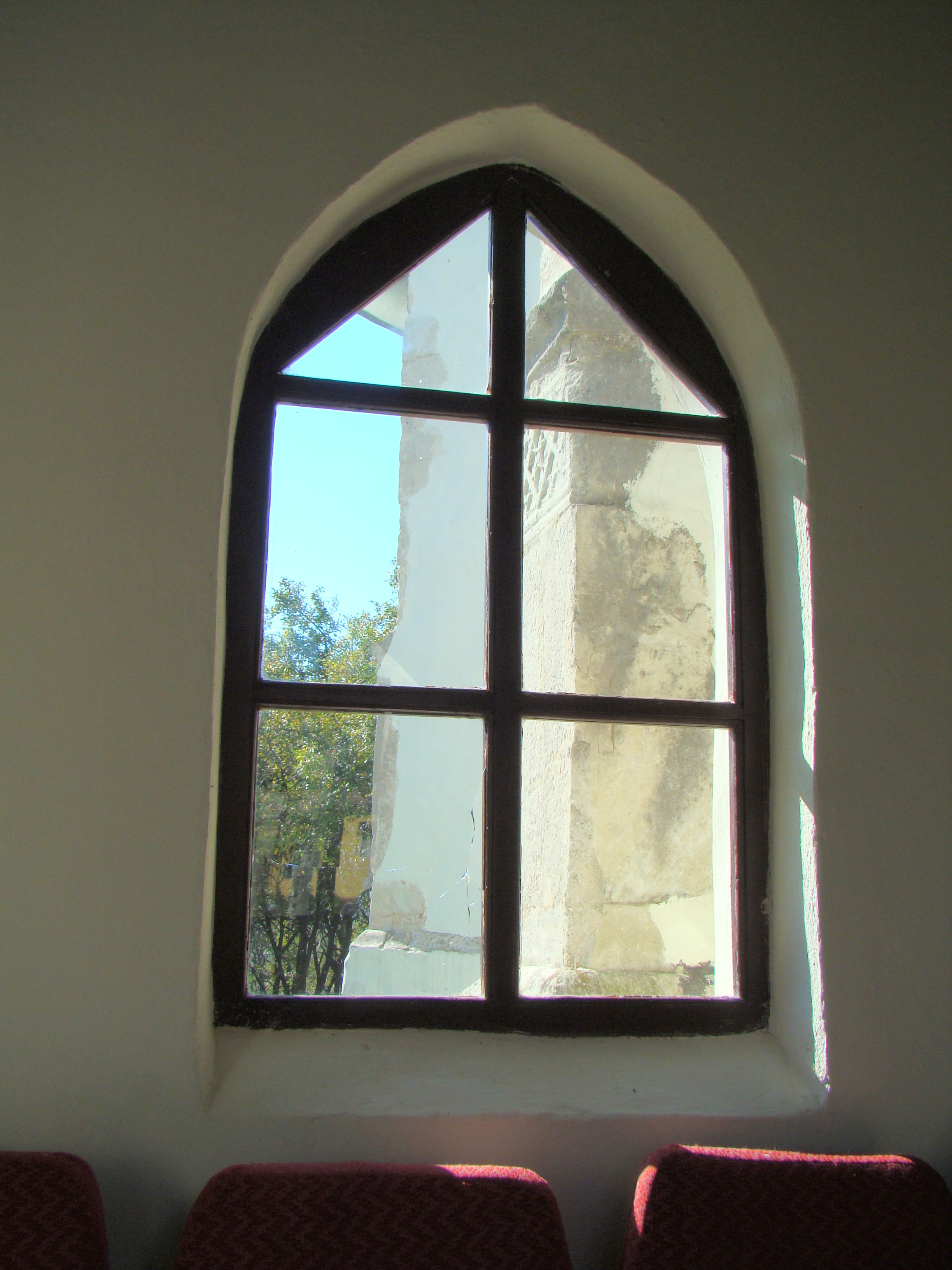
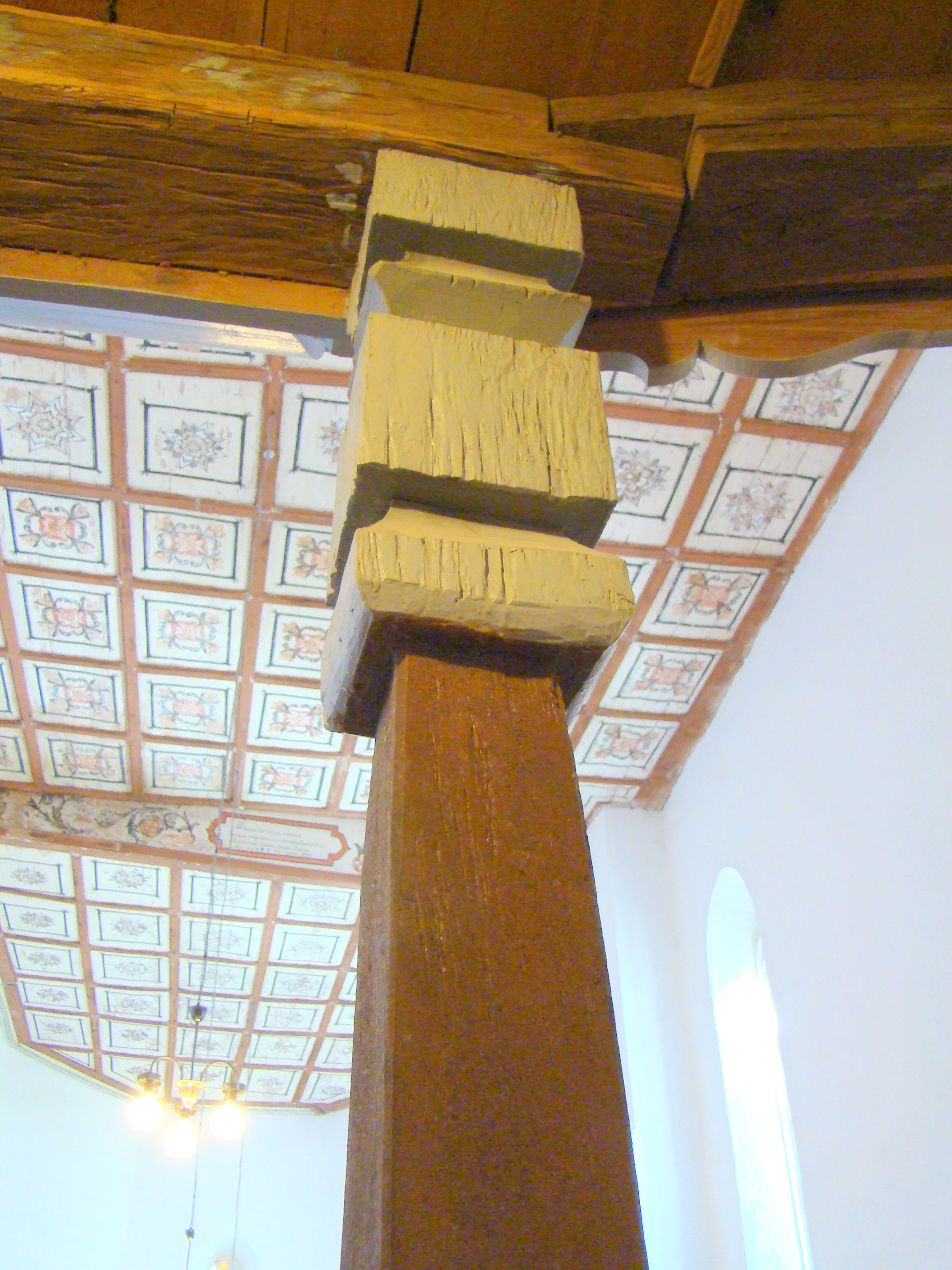
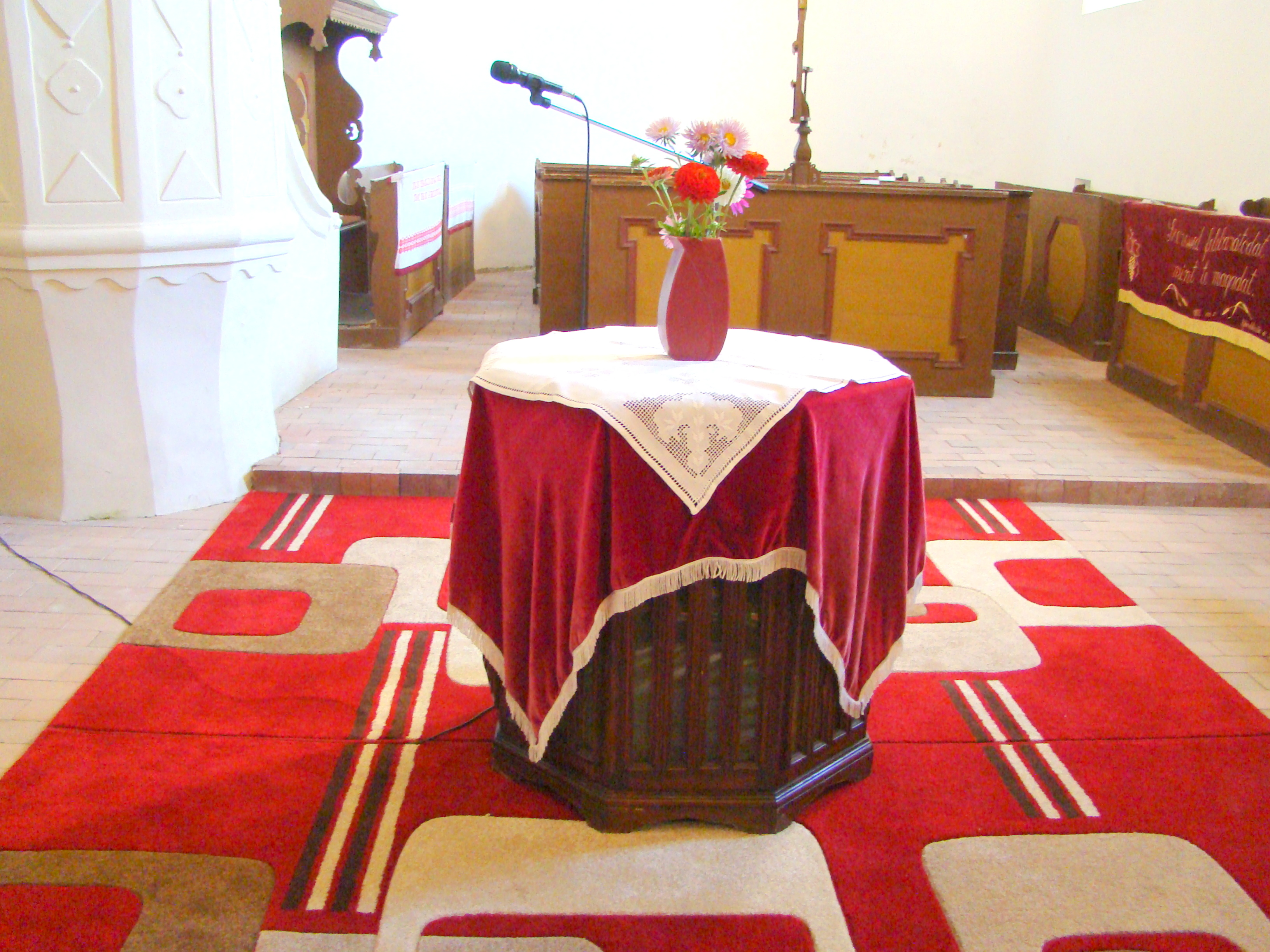
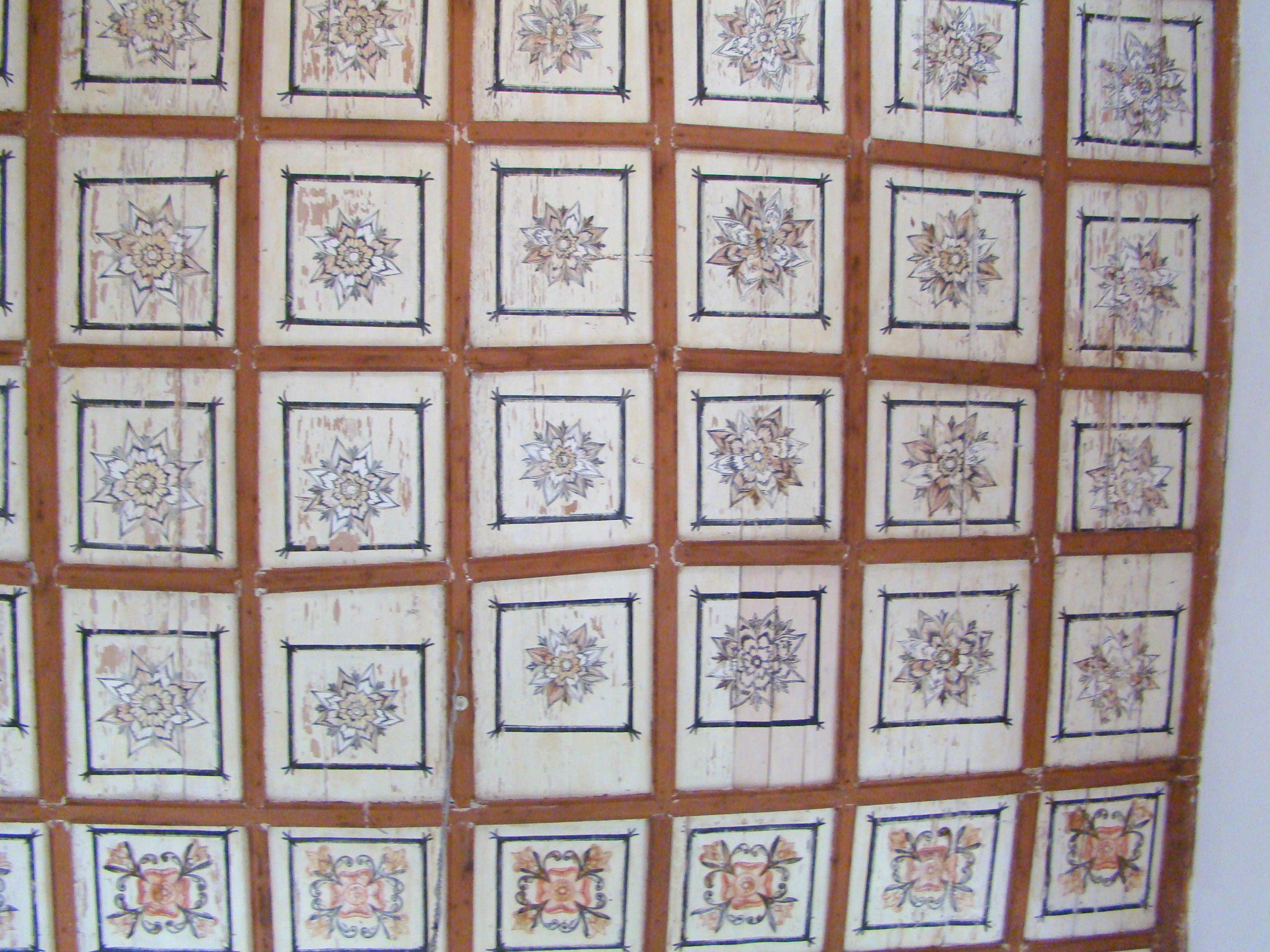
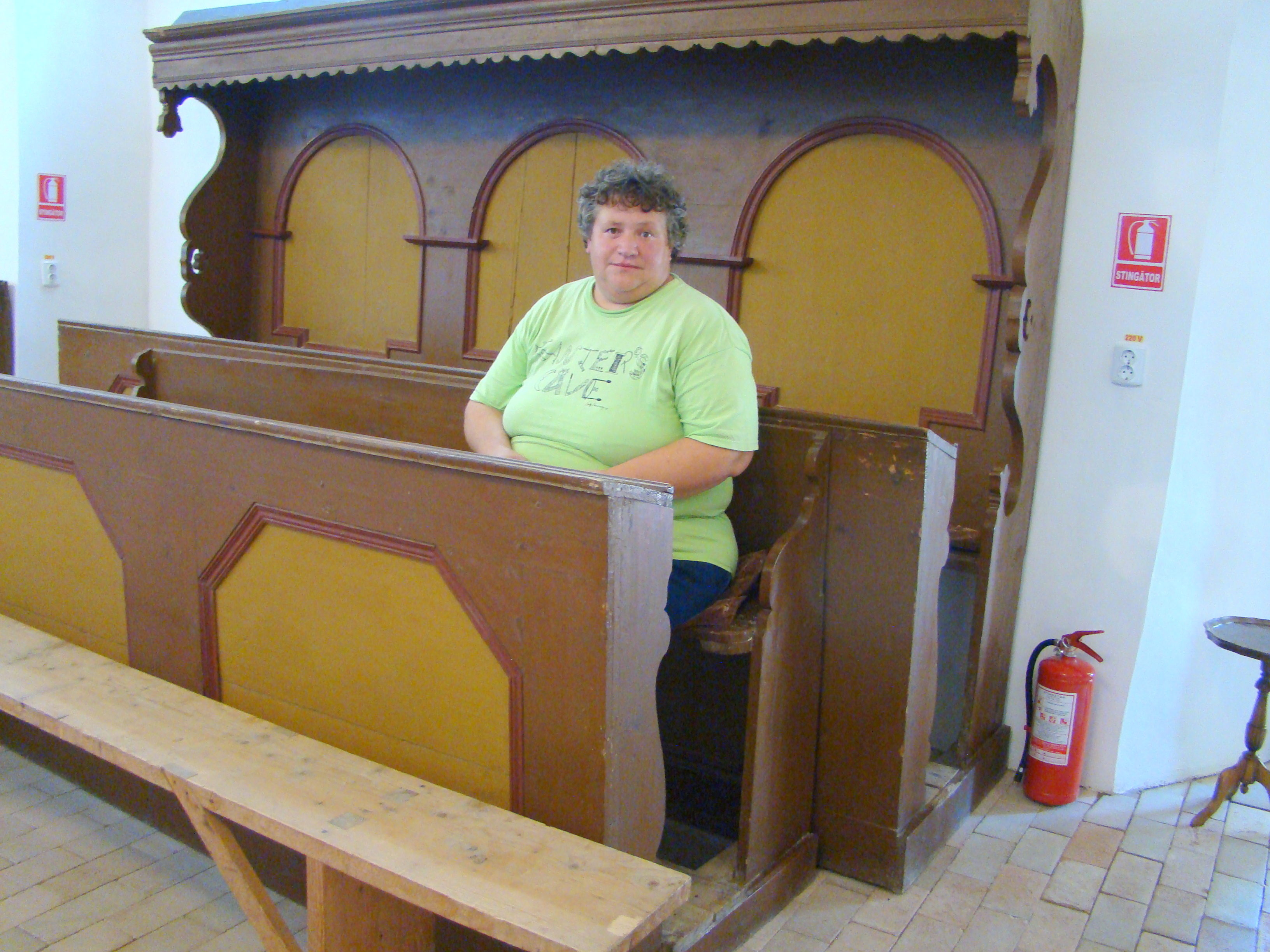
Kovacs Ibolya Emese, cantor la biserica reformată din satul Horoatu Crasnei
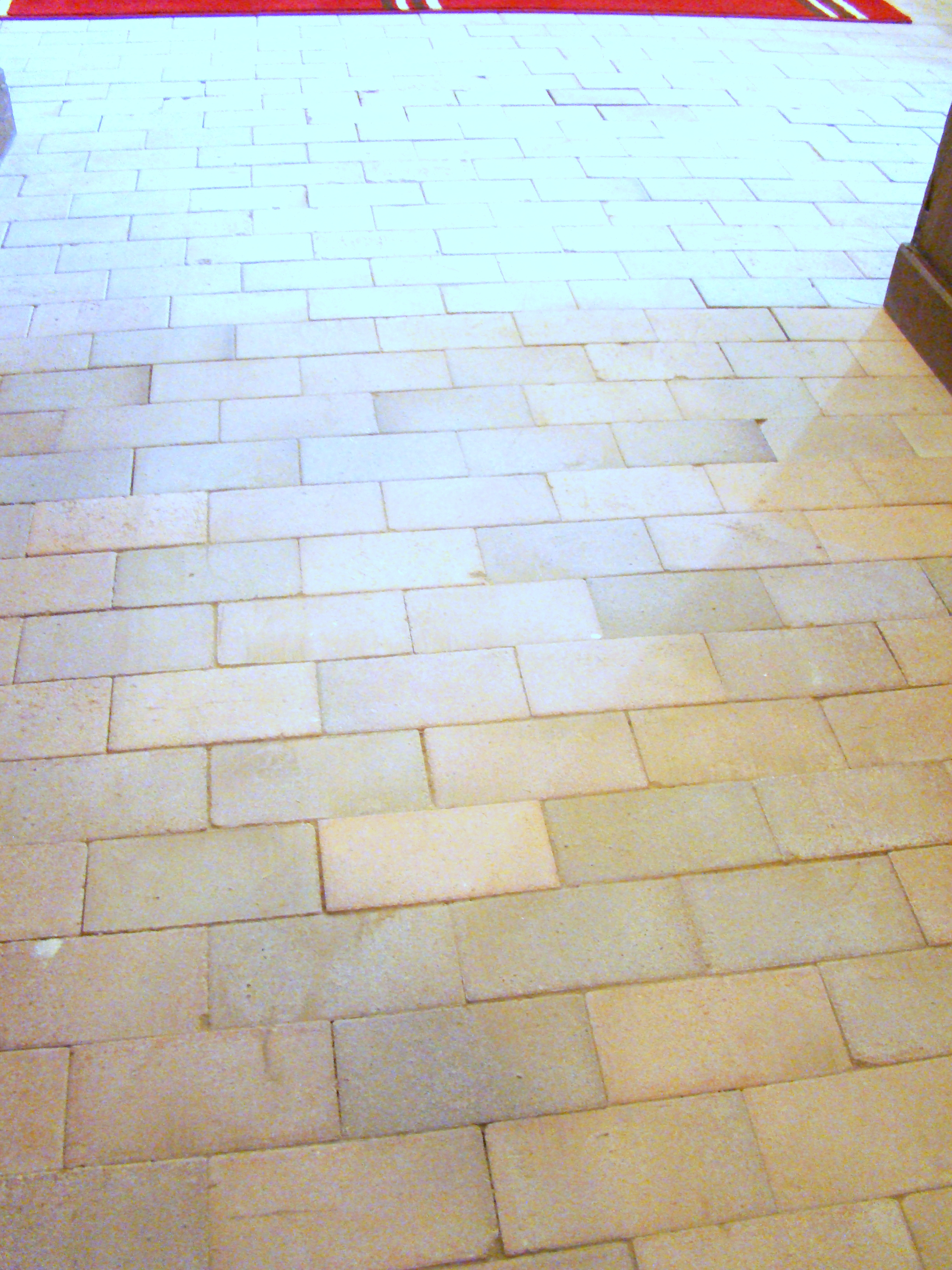